# あま市
あま市（あまし）は、愛知県の北西部に位置する市。尾張地方に含まれる。

## 概要

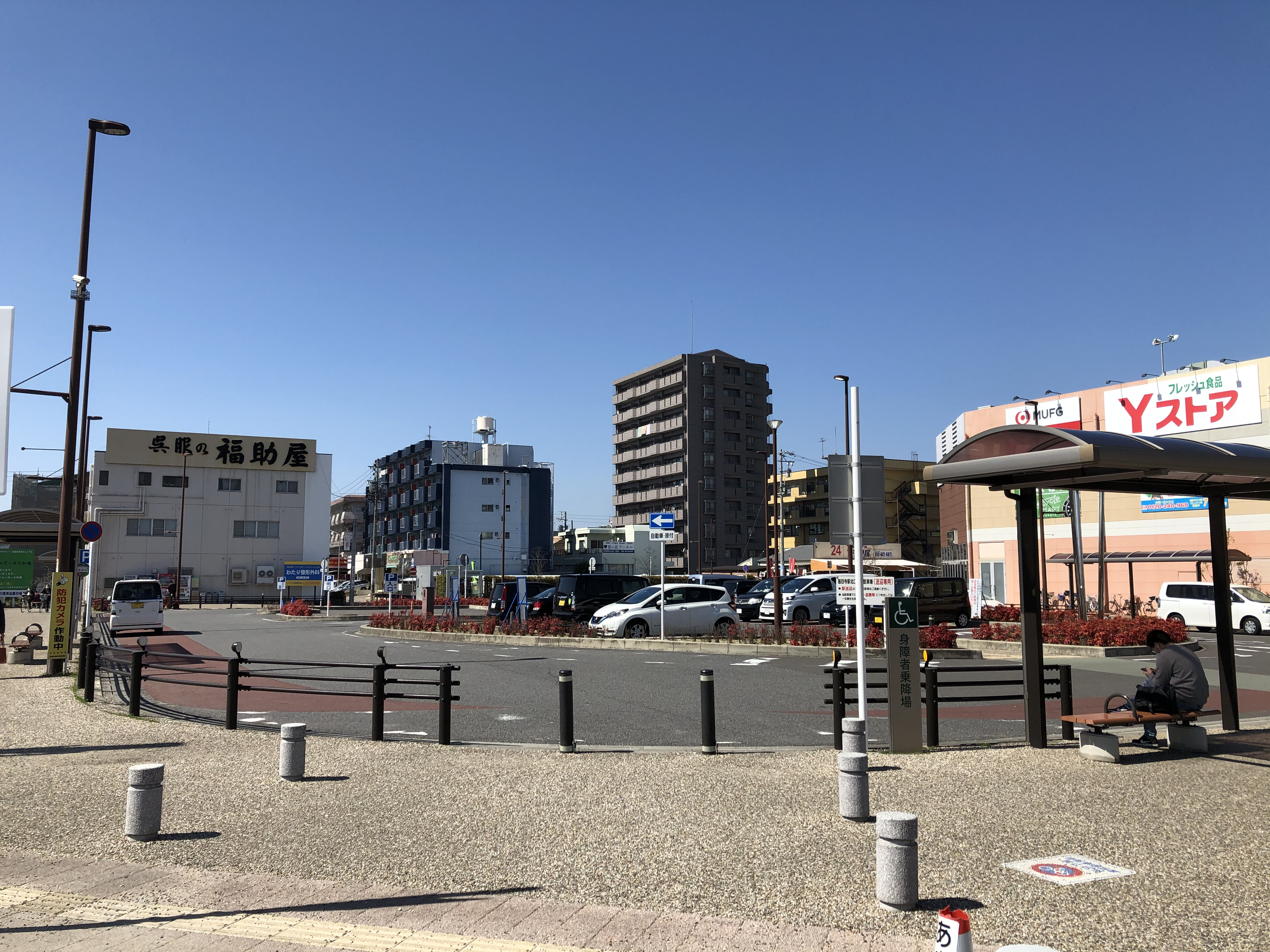
甚目寺駅北口駅前広場

七宝地区では、江戸時代末期から地場産業である七宝焼による工芸品の製造が盛んであり、経済産業省指定の伝統的工芸品にも指定されている「尾張七宝」が有名である。
美和地区では、蜂須賀正勝や福島正則を始め戦国時代に活躍した武将を多く輩出している。
甚目寺地区では、国の重要文化財5件を有する尾張四観音の一つで有名な甚目寺観音や、国内で唯一漬物の神様が祀られていることで知られる萱津神社など古くからの社寺が散在している。
地場産業である刷毛は高度経済成長期の1970年（昭和45年）には、生産量で日本一となった。1973年（昭和48年）には、甚目寺地区の刷毛生産高は全国の7割を占めていた。

### 地名の由来
2010年（平成22年）3月22日に海部郡七宝町、美和町、甚目寺町の3町合併により愛知県内37番目の市として誕生。愛知県の平成の大合併最後の合併である。
2009年（平成21年）7月24日の第8回合併協議会において、6点の名称候補の中から、協議会委員全員投票を行った結果、3町が属していた郡名である「海部」をひらがなに直した「あま市」を市名とすることに決定した。
これは地元選出の政治家である海部俊樹（かいふとしき）との混用を避けるためであったとも言われる。

## 地理

あま市北部一帯の空中写真。画像右側が旧甚目寺町地区、画像左側が現あま市役所のある旧美和町地区。1987年撮影の6枚を合成作成。。

市内のほぼ全域が海抜ゼロメートル地帯で、地形は比較的平坦である。濃尾平野に位置し農業を中心に田園都市として発展してきたが、名古屋市の西に隣接し、名古屋駅まで約15分であることから名古屋市のベッドタウンとしても発展している。名鉄津島線が市の中央を横断し、名古屋第二環状自動車道が南北に縦断している。市内のほぼ全域で宅地開発が盛んになり、人口が増加傾向にある。

### 地形

#### 河川

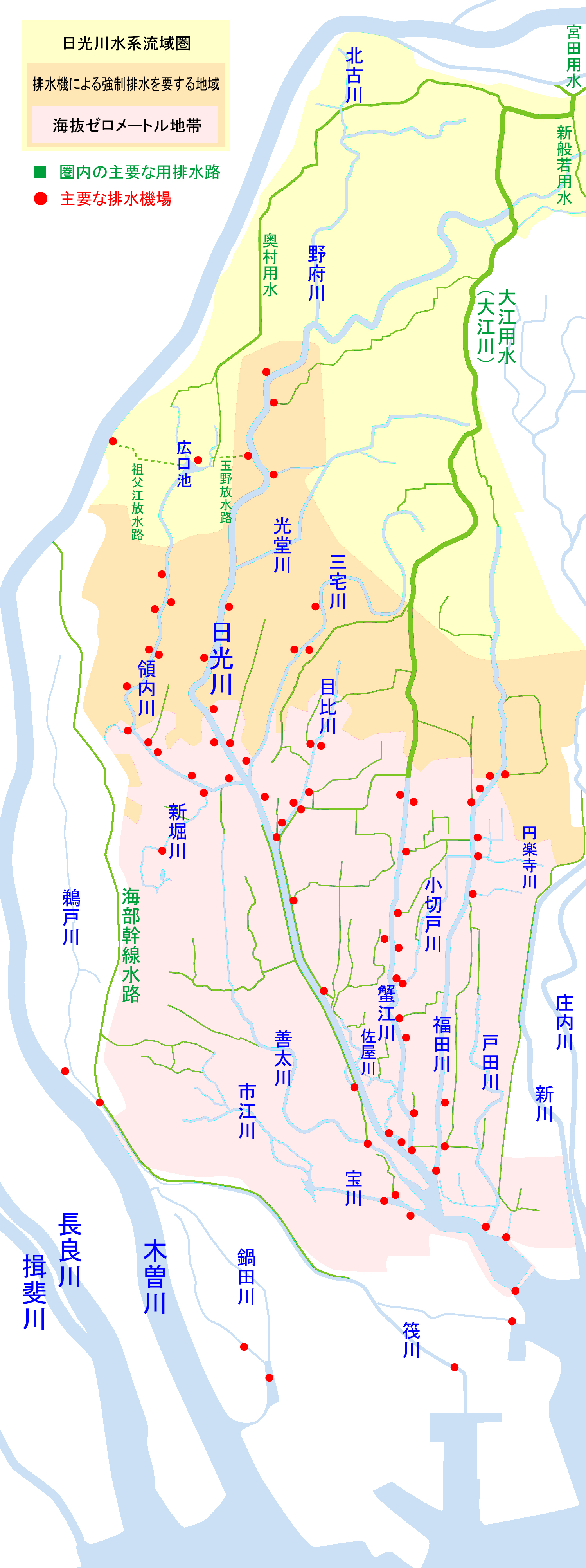
日光川水系の概略図

一級河川
- 五条川

二級河川
- 小切戸川
- 蟹江川
- 西條小切戸川
- 福田川
- 目比川

その他の河川
- 大江川

### 気候
気候は太平洋側気候であり、夏は高温多湿で蒸し暑い。冬は乾燥した晴天の日が多く、伊吹おろしという乾燥した冷たい風が吹いて体感温度が北日本並みに低下する日もあり、稀に20センチメートルを超える積雪に見舞われることもある。
|        | 1月  | 2月   | 3月   | 4月   | 5月   | 6月   | 7月   | 8月   | 9月   | 10月  | 11月  | 12月 | 年合計  |
| ------ | ---- | ----- | ----- | ----- | ----- | ----- | ----- | ----- | ----- | ----- | ----- | ---- | ------- |
| 2012年 | 33.0 | 103.0 | 137.5 | 174.0 | 67.5  | 231.0 | 191.0 | 74.5  | 266.5 | 105.0 | 70.5  | 29.0 | 1,482.5 |
| 2013年 | 30.0 | 105.5 | 48.5  | 146.5 | 72.5  | 184.5 | 110.5 | 86.5  | 335.0 | 221.5 | 50.0  | 55.5 | 1,446.5 |
| 2014年 | 35.5 | 105.5 | 121.5 | 122.0 | 148.0 | 43.5  | 111.5 | 200.5 | 144.5 | 155.0 | 95.0  | 75.0 | 1,357.5 |
| 2015年 | 98.5 | 27.0  | 126.0 | 113.5 | 108.5 | 216.5 | 216.0 | 341.0 | 257.0 | 49.5  | 135.0 | 99.5 | 1788.0  |

|        | 1月 | 2月 | 3月 | 4月  | 5月  | 6月  | 7月  | 8月  | 9月  | 10月 | 11月 | 12月 | 年平均 |
| ------ | --- | --- | --- | ---- | ---- | ---- | ---- | ---- | ---- | ---- | ---- | ---- | ------ |
| 2012年 | 3.6 | 3.4 | 7.5 | 13.5 | 18.4 | 21.7 | 26.6 | 28.0 | 25.2 | 18.4 | 10.8 | 4.8  | 15.2   |
| 2013年 | 3.3 | 4.0 | 9.9 | 13.5 | 19.2 | 23.6 | 27.9 | 29.1 | 24.6 | 19.9 | 11.4 | 6.3  | 16.1   |
| 2014年 | 4.3 | 5.0 | 8.8 | 14.2 | 19.2 | 24.0 | 27.0 | 26.9 | 23.1 | 18.6 | 131  | 5.3  | 15.8   |
| 2015年 | 4.9 | 5.3 | 9.3 | 14.9 | 21.0 | 22.2 | 26.6 | 27.9 | 22.8 | 17.9 | 14.0 | 9.2  | 16.3   |

### 地域
鎌倉時代は、『海道記』によると「（夜陰に市腋といふ處に泊る。前を見おろせば、海さし入りて、河伯の民、潮にやしなはれ。）市腋をたちて津島のわたりといふ處、舟にて下れば（中略）渡りはつれば尾張の國に移りぬ。（中略）萱津の宿に泊りぬ。」とあり、この当時は、甚目寺地区の萱津辺りから尾張国であったと考えられている。

#### 旧七宝町
町制時の大字にそれぞれ「七宝町」を冠称している。
- 七宝町沖之島（旧宝村）
- 七宝町遠島（旧宝村）
- 七宝町安松（旧宝村）
- 七宝町秋竹（旧井和村）
- 七宝町桂（旧井和村）
- 七宝町下田（旧井和村）
- 七宝町川部（旧井和村）
- 七宝町伊福（旧伊福村）
- 七宝町鷹居（旧伊福村）
- 七宝町徳実（旧伊福村）
- 七宝町鯰橋（旧伊福村）
- 七宝町下之森（旧伊福村）

#### 旧美和町
- 富塚（旧正則村）
- 古道（旧正則村）
- 二ツ寺（旧正則村）
- 木折（旧正則村）
- 花長（旧正則村）
- 花正（旧正則村）
- 東溝口（旧正則村）
- 木田（旧蜂須賀村）
- 中橋（旧蜂須賀村）
- 森山（旧蜂須賀村）
- 丹波（旧蜂須賀村）
- 金岩（旧蜂須賀村）
- 蜂須賀（旧蜂須賀村）
- 北苅（旧篠田村）
- 乙之子（旧篠田村）
- 小橋方（旧篠田村）
- 篠田（旧篠田村）

#### 旧甚目寺町
- 甚目寺
- 坂牧
- 本郷
- 上萱津（旧萱津村）
- 中萱津（旧萱津村）
- 下萱津（旧萱津村）
- 森（旧森村）
- 方領（旧春富村）
- 石作（旧春富村）
- 小路（旧春富村）
- 新居屋（旧新居屋村）
- 栄（旧東今宿村、1933年東今宿より改称）
- 西今宿（旧白鷹村）

### 土地利用
2015年1月1日現在の地目別面積は以下の通り。
| 行政区域 | 農用地 | 農用地 | 宅地  | 池沼 | 森林 | 原野 | 雑種地 | その他 |
| 行政区域 | 田     | 畑     | 宅地  | 池沼 | 森林 | 原野 | 雑種地 | その他 |
| -------- | ------ | ------ | ----- | ---- | ---- | ---- | ------ | ------ |
| 25,571   | 7,364  | 2,485  | 9,084 | 8    | 3    | 11   | 2,117  | 4,498  |

### 人口
2015年3月31日時点で、総人口は88,170人で総世帯数は34,950世帯である。人口は西尾張では一宮市、稲沢市、江南市に次ぎ4番目、海部地域では最も多く、男女別では、男性43,989人、女性44,181人である。外国人人口は1,724人。昼間人口は71,148人で、昼夜間人口比率は82.05%となっている。
| あま市（に相当する地域）の人口の推移 \| 1970年（昭和45年） \| 48,854人 \| \| \| 1975年（昭和50年） \| 63,687人 \| \| \| 1980年（昭和55年） \| 70,190人 \| \| \| 1985年（昭和60年） \| 73,132人 \| \| \| 1990年（平成2年） \| 76,659人 \| \| \| 1995年（平成7年） \| 78,678人 \| \| \| 2000年（平成12年） \| 82,321人 \| \| \| 2005年（平成17年） \| 85,307人 \| \| \| 2010年（平成22年） \| 86,714人 \| \| \| 2015年（平成27年） \| 86,898人 \| \| \| 2020年（令和2年） \| 86,126人 \| \| |          |  |
| 総務省統計局 国勢調査より |          |  |
| 1970年（昭和45年） | 48,854人 |  |
| 1975年（昭和50年） | 63,687人 |  |
| 1980年（昭和55年） | 70,190人 |  |
| 1985年（昭和60年） | 73,132人 |  |
| 1990年（平成2年） | 76,659人 |  |
| 1995年（平成7年） | 78,678人 |  |
| 2000年（平成12年） | 82,321人 |  |
| 2005年（平成17年） | 85,307人 |  |
| 2010年（平成22年） | 86,714人 |  |
| 2015年（平成27年） | 86,898人 |  |
| 2020年（令和2年） | 86,126人 |  |

### 隣接する自治体･行政区
愛知県
- 名古屋市（中川区、中村区）
- 稲沢市
- 清須市
- 津島市
- 愛西市
- 海部郡蟹江町
- 海部郡大治町

## 歴史

### 古代
市内では、弥生時代以降の遺跡が数多く発見されており、これらの遺跡は河川により形成された自然堤防と後背湿地上に存在している。遺跡の分布をみると、弥生時代〜古代〜中世と時代が下がるにつれて、あま市北方から南方へ人々の生活範囲が広がっていることがわかった。
弥生時代後期の遺跡として阿弥陀寺遺跡・森南遺跡が挙げられ、これらの遺跡では発掘調査が行われ住居跡・井戸跡や大量の土器が発見された。特に、阿弥陀寺遺跡においては、環濠をもつ集落であることがわかった。古墳時代には、前方後円墳と推定される二ツ寺神明社古墳が出現するが、被葬者はわかっていない。同古墳西方には、同時期の集落と思われる蜂須賀遺跡が推定される。白鳳〜奈良時代の史跡としては、甚目寺遺跡や法性寺跡・清林寺遺跡・篠田廃寺といった古代寺院が挙げられる。なかでも甚目寺地区にある甚目寺遺跡・法性寺跡・清林寺遺跡の3寺院は、軒瓦の文様などから密接が関係があったとされる。その建立時期は、遺跡の状況から尾張地区でも比較的古い時期（7世紀後半）である大渕遺跡は、甚目寺・法性寺・清林寺の各寺院の創建期に関係があるとされる。この他にも市内各所から埴輪片や須恵器・中世陶器などが発見されている。

#### 甚目寺観音のはじまり
甚目寺観音の起源は、記録に見るかぎり文永元年（1264年）の「文永甚目寺縁起」（古縁起）にある。それによると推古天皇5年（597年）伊勢国甚目村（現・松阪市）の漁師の甚目龍麻呂が漁をしていたところ、網にかかった観音菩薩を引き上げた。観音像は金色の金銅仏である聖観世音菩薩で、龍麻呂は引き上げた観音様を祀る草庵を建てたことが甚目寺観音の始まりとされる。この観音像は、善光寺如来の脇侍であるとも記されている。甚目という苗字は『正倉院文書』や『日本三代実録』にもあって、『正倉院文書』には奈良時代の天平6年（734年）に中島郡に「甚目氏」の記述が見られる。さらに『日本三代実録』には平安時代の貞観6年（864年）に海部郡に「甚目氏」の記述がある。このことから「甚目氏」と甚目龍麻呂との直接的な因果関係はわかっていないが、「甚目氏」は甚目寺観音周辺に遅くとも奈良時代以降には居を構えており、都の記録に登場するほど有力な氏族であったことがわかっている。

### 中世
鎌倉時代、幕府の所在地である鎌倉から全国へ放射状に広がる道である、いわゆる鎌倉街道の従来が激しさを増すと、その宿場町のひとつである萱津宿においても多くの人々や物資が行き交うようになった。こと萱津は、五条川と庄内川の合流地点で、さらに伊勢から津島を経由して萱津につながる西の道との接点でもあり、まさに水陸の合流点と立地的に恵まれた土地であり、尾張の政治経済の中心地のひとつとして栄えた。幕府の高官をはじめ多くの旅人が萱津宿に立ち寄り、紀行文などにその記録を残している。編年で紹介すると以下の通りである。
- 文治2年（1186年） - 北条時政、頼朝の派遣した関東御使と会う（『吾妻鏡』）
- 建久6年（1195年） - 京都から鎌倉への帰途、将軍頼朝が宿泊（『吾妻鏡』）
- 貞応2年（1223年） - 市腋、津島を経て宿泊（『海道記』）
- 暦仁元年（1238年） - 将軍藤原頼教宿泊（『吾妻鏡』）
- 仁治3年（1242年） - 市が開かれた様子を綴る（『東関紀行』）
- 建長4年（1252年） - 将軍宗尊親王宿泊（『吾妻鏡』）
- 弘安2年（1279年） - 阿仏尼、鎌倉へ向かう途中に立ち寄る（『十六夜日記』）
- 弘安3年（1280年） - 飛鳥井雅有宿泊（『春能深山路』）
- 弘安6年（1283年） - 一遍ら甚目寺にて断食行法（『一遍上人絵伝』）

およそ100年の間に少なくとも4人の鎌倉幕府将軍が萱津に宿泊するなど、時の権力者を、迎え入れるほど、萱津は宿場として立派に機能していたことがわかる。『吾妻鏡』の建久6年（1195年）の記事によれば、源頼朝が萱津宿に立ち寄り、ここで尾張守護小野成綱の接待を受けたことが記され、同書には引き続き4代将軍の藤原頼経、6代将軍の宗尊が京都〜鎌倉従還の際の宿泊所として利用したことが記されていることからも、萱津宿は尾張を通る鎌倉街道の宿場のなかでも、重要な位置をしめていたことが推察できる。

### 近世
戦国時代では、蜂須賀正勝、福島正則をはじめ、蜂須賀正勝の実子の蜂須賀家政、そして福島正則の実弟の福島高晴が城持ち大名となっている。この他にも大名にまでは至らないものの、福島正則の参謀として名高い福島丹波や、赤林孫七郎など戦国時代に活躍した武将を多く輩出している。
16世紀、尾張の政治経済の中心地は下津から清洲城へと移り、萱津はこれまで通り宿場としての機能を果たすが、戦国時代に合戦場として登場する（萱津の戦い）。その戦いについて『安土創業録』を見ると、天文20年（1551年）織田信友が斯波義廉を倒し清洲城を奪うや、那古野に在城する信長は、その仇を討つべく出陣、稲葉地より川を越え、萱津の民家を放火せしめた。そこへ清洲城より織田信友勢が打ち出し合戦となった、とある。結果は信長軍の勝利に終わるが、この戦いは詳しくは記されていない。この戦いは僅か数時間のもので『信長公記』には「海津（萱津）口へ御かかり候。八月十六日辰の刻、東に向かってかかりあい、数刻火花を散らし相戦い」と出てくるのみであった。

### 近現代

#### 尾張七宝のはじまり

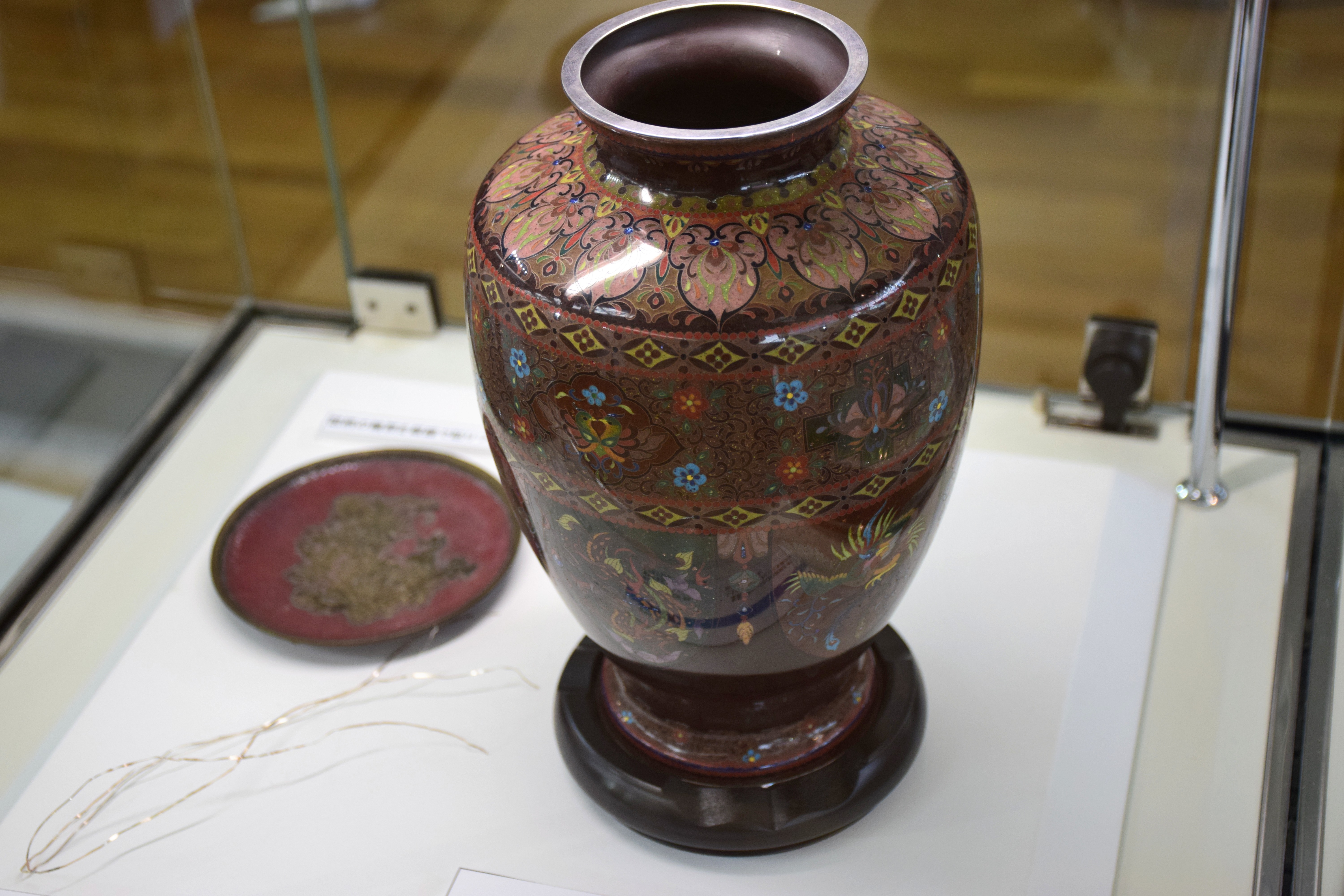
尾張七宝

この地方で七宝が作られるようになったきっかけは、江戸時代末期の天保4年（1833年）、梶常吉によってもたらされたといわれている。梶常吉は、享和3年（1803年）、尾張藩士梶市右衛門の二男として生まれ、文政5年（1822年）、海東郡服部村（現在の名古屋市中川区）に移り住み、鍍金業を営んでいたといわれている。あるとき、七宝焼のことが書かれた本がきっかけで七宝焼に興味を持って独学で研究するが、その仕組みを知ることはできなかったが、常吉は天保3年（1832年）に名古屋市末広町の骨董商松岡屋嘉兵衛の店先でオランダ船が運んできたという七宝焼を入手し、砕いてその仕組みや原料を分析した。研究を重ねて合子や筆立て、文鎮などの小物類を製作した。これが尾張地方における近代七宝のはじまりといわれている。海東郡遠島村（現在のあま市七宝町遠島）の農家に生まれた林庄五郎は、安政3年（1856年）に梶常吉から七宝焼の製法を学び、同じ村の人々に伝えた結果、この地域で七宝焼の製造が盛んになった。

#### あま市の発足
昭和
1953年（昭和28年）の「町村合併促進法」と、続く「新市町村建設促進法」によって全国で町村合併が推進された。これに伴い、1954年（昭和29年）に甚目寺町は名古屋市へ合併を働きかけるが、名古屋市の巨大化を懸念する愛知県がこれに反対し、この合併を認めなかった。愛知県はこの地域の合併試案として甚目寺町と大治村で一つに、美和村、七宝村、神守村での合併を推進していた。1956年（昭和31年）、美和村が甚目寺町に合併を申し入れるが、合併方法を巡る双方の食い違いもあって議論は6ヶ月にわたって行われるも合併には至らなかった。一方で七宝村と大治村の合併話も浮上したが、こちらも合併には至らずに現状維持となった。
平成
2008年（平成20年）5月1日には、七宝町・美和町・甚目寺町・大治町の4町で「海部郡東部四町合併研究会」を設置。大治町の離脱が11月5日に発生し、これにより「海部郡東部四町合併研究会」は解散。それに代わって同月に「七宝・美和・甚目寺町合併研究会」を設置。2009年（平成21年）4月に法定合併協議会へ移行。7月の第8回合併協議会において、6点（西名古屋市、名西市、海部市、海東市、あま市、西尾張市）の名称候補の中から、旧3町の住民の投票をおこない、最多得票が「名西市」となったものの、その後の合併協議会委員の選考で、「あま」という名前を残したいという理由で、最も投票数が少なかった「あま市」に決定され、住民が投票を行った意味がなくなってしまうという結末を迎えた。
2010年（平成22年）3月22日、あま市が誕生した。

### 沿革
- 1889年 - 海東郡宝村、井和村、伊福村、正則村、蜂須賀村、篠田村、甚目寺村、萱津村、春富村、新居屋村、森村、東今宿村、白鷹村が発足。
- 1891年 - 濃尾地震が発生。
- 1906年 - 海東郡宝村、井和村、伊福村が合併し海東郡七宝村が発足。海東郡正則村、蜂須賀村、篠田村が合併し海東郡美和村が発足。海東郡甚目寺村、萱津村、春富村、新居屋村、森村、東今宿村、白鷹村が合併し海東郡甚目寺村が発足。[5]
- 1910年 - 海東郡甚目寺村の廻間地区を西春日井郡清洲町に編入。[5]
- 1913年 - 海西郡と海東郡が合併して海部郡となる。
- 1914年 - 名古屋電気鉄道（現・名鉄津島線）津島線枇杷島橋駅（現・枇杷島分岐点）〜新津島駅（現・津島駅）間が開業。[21]
- 1932年 - 甚目寺村が町制施行され、甚目寺町となる。[5]
- 1943年 - 甚目寺町の土田地区と上条地区を清洲町に編入。[5]
- 1944年 - 清洲飛行場が建設される。
- 1958年 - 美和村が町制施行され、美和町となる。[5]
- 1959年 - 伊勢湾台風による被害を受ける。
- 1966年 - 七宝村が町制施行され、七宝町となる。[5]
- 1988年 - 東名阪自動車道（現在の名古屋第二環状自動車道）が開通。
- 2000年 - 東海豪雨による被害を受ける。
- 2009年 - 七宝・美和・甚目寺町合併協議会を設置。
- 2010年3月22日 - 海部郡七宝町、美和町、甚目寺町が合併してあま市が誕生[6]。
- 2010年9月23日 - 市章制定。[22]
- 2015年11月22日 - あま市巡回バスの試行運行を開始。[23]
- 2015年12月13日 - 市の花（ゆり）・市の木（ハナミズキ）を制定。[24]

### 市域の変遷
| 郡       | 明治22年以前 | 明治22年以前 | 明治22年10月1日 | 明治23年 - 明治45年            | 明治23年 - 明治45年          | 明治23年 - 明治45年                    | 大正1年 - 大正15年 | 昭和1年 - 昭和64年          | 昭和1年 - 昭和64年                    | 平成1年 - 現在             | 平成1年 - 現在              | 現在   |
| -------- | ------------ | ------------ | --------------- | ------------------------------ | ---------------------------- | -------------------------------------- | ------------------ | --------------------------- | ------------------------------------- | -------------------------- | --------------------------- | ------ |
| 海 部 郡 | 沖之島村     | 沖之島村     | 宝村            | 宝村                           | 明治39年7月1日 合併 七宝村   | 明治39年7月1日 合併 七宝村             | 七宝村             | 七宝村                      | 昭和41年 町制 七宝町                  | 七宝町                     | 平成22年3月22日 合併 あま市 | あま市 |
| 海 部 郡 | 遠島村       |              | 宝村            | 宝村                           | 明治39年7月1日 合併 七宝村   | 明治39年7月1日 合併 七宝村             | 七宝村             | 七宝村                      | 昭和41年 町制 七宝町                  | 七宝町                     | 平成22年3月22日 合併 あま市 | あま市 |
| 海 部 郡 | 安松村       |              | 宝村            | 宝村                           | 明治39年7月1日 合併 七宝村   | 明治39年7月1日 合併 七宝村             | 七宝村             | 七宝村                      | 昭和41年 町制 七宝町                  | 七宝町                     | 平成22年3月22日 合併 あま市 | あま市 |
| 海 部 郡 | 秋竹村       | 秋竹村       | 井和村          | 井和村                         | 明治39年7月1日 合併 七宝村   | 明治39年7月1日 合併 七宝村             | 七宝村             | 七宝村                      | 昭和41年 町制 七宝町                  | 七宝町                     | 平成22年3月22日 合併 あま市 | あま市 |
| 海 部 郡 | 桂村         |              | 井和村          | 井和村                         | 明治39年7月1日 合併 七宝村   | 明治39年7月1日 合併 七宝村             | 七宝村             | 七宝村                      | 昭和41年 町制 七宝町                  | 七宝町                     | 平成22年3月22日 合併 あま市 | あま市 |
| 海 部 郡 | 川部村       |              | 井和村          | 井和村                         | 明治39年7月1日 合併 七宝村   | 明治39年7月1日 合併 七宝村             | 七宝村             | 七宝村                      | 昭和41年 町制 七宝町                  | 七宝町                     | 平成22年3月22日 合併 あま市 | あま市 |
| 海 部 郡 | 下田村       |              | 井和村          | 井和村                         | 明治39年7月1日 合併 七宝村   | 明治39年7月1日 合併 七宝村             | 七宝村             | 七宝村                      | 昭和41年 町制 七宝町                  | 七宝町                     | 平成22年3月22日 合併 あま市 | あま市 |
| 海 部 郡 | 伊福村       | 伊福村       | 伊福村          | 伊福村                         | 明治39年7月1日 合併 七宝村   | 明治39年7月1日 合併 七宝村             | 七宝村             | 七宝村                      | 昭和41年 町制 七宝町                  | 七宝町                     | 平成22年3月22日 合併 あま市 | あま市 |
| 海 部 郡 | 鷹居村       |              | 伊福村          | 伊福村                         | 明治39年7月1日 合併 七宝村   | 明治39年7月1日 合併 七宝村             | 七宝村             | 七宝村                      | 昭和41年 町制 七宝町                  | 七宝町                     | 平成22年3月22日 合併 あま市 | あま市 |
| 海 部 郡 | 下ノ森村     |              | 伊福村          | 伊福村                         | 明治39年7月1日 合併 七宝村   | 明治39年7月1日 合併 七宝村             | 七宝村             | 七宝村                      | 昭和41年 町制 七宝町                  | 七宝町                     | 平成22年3月22日 合併 あま市 | あま市 |
| 海 部 郡 | 徳実村       |              | 伊福村          | 伊福村                         | 明治39年7月1日 合併 七宝村   | 明治39年7月1日 合併 七宝村             | 七宝村             | 七宝村                      | 昭和41年 町制 七宝町                  | 七宝町                     | 平成22年3月22日 合併 あま市 | あま市 |
| 海 部 郡 | 鯰橋村       |              | 伊福村          | 伊福村                         | 明治39年7月1日 合併 七宝村   | 明治39年7月1日 合併 七宝村             | 七宝村             | 七宝村                      | 昭和41年 町制 七宝町                  | 七宝町                     | 平成22年3月22日 合併 あま市 | あま市 |
| 海 部 郡 | 二ツ寺村     | 二ツ寺村     | 正則村          | 正則村                         | 明治39年7月1日 合併 美和村   | 明治39年7月1日 合併 美和村             | 美和村             | 美和村                      | 昭和33年 町制 美和町                  | 美和町                     | 平成22年3月22日 合併 あま市 | あま市 |
| 海 部 郡 | 花長村       |              | 正則村          | 正則村                         | 明治39年7月1日 合併 美和村   | 明治39年7月1日 合併 美和村             | 美和村             | 美和村                      | 昭和33年 町制 美和町                  | 美和町                     | 平成22年3月22日 合併 あま市 | あま市 |
| 海 部 郡 | 木折村       |              | 正則村          | 正則村                         | 明治39年7月1日 合併 美和村   | 明治39年7月1日 合併 美和村             | 美和村             | 美和村                      | 昭和33年 町制 美和町                  | 美和町                     | 平成22年3月22日 合併 あま市 | あま市 |
| 海 部 郡 | 東溝口村     |              | 正則村          | 正則村                         | 明治39年7月1日 合併 美和村   | 明治39年7月1日 合併 美和村             | 美和村             | 美和村                      | 昭和33年 町制 美和町                  | 美和町                     | 平成22年3月22日 合併 あま市 | あま市 |
| 海 部 郡 | 花正村       |              | 正則村          | 正則村                         | 明治39年7月1日 合併 美和村   | 明治39年7月1日 合併 美和村             | 美和村             | 美和村                      | 昭和33年 町制 美和町                  | 美和町                     | 平成22年3月22日 合併 あま市 | あま市 |
| 海 部 郡 | 富塚村       |              | 正則村          | 正則村                         | 明治39年7月1日 合併 美和村   | 明治39年7月1日 合併 美和村             | 美和村             | 美和村                      | 昭和33年 町制 美和町                  | 美和町                     | 平成22年3月22日 合併 あま市 | あま市 |
| 海 部 郡 | 古道村       |              | 正則村          | 正則村                         | 明治39年7月1日 合併 美和村   | 明治39年7月1日 合併 美和村             | 美和村             | 美和村                      | 昭和33年 町制 美和町                  | 美和町                     | 平成22年3月22日 合併 あま市 | あま市 |
| 海 部 郡 | 金賀木村     | 金賀木村     | 金賀木村        | 明治23年12月17日 改称 蜂須賀村 | 明治39年7月1日 合併 美和村   | 明治39年7月1日 合併 美和村             | 美和村             | 美和村                      | 昭和33年 町制 美和町                  | 美和町                     | 平成22年3月22日 合併 あま市 | あま市 |
| 海 部 郡 | 金岩村       |              | 金賀木村        | 明治23年12月17日 改称 蜂須賀村 | 明治39年7月1日 合併 美和村   | 明治39年7月1日 合併 美和村             | 美和村             | 美和村                      | 昭和33年 町制 美和町                  | 美和町                     | 平成22年3月22日 合併 あま市 | あま市 |
| 海 部 郡 | 木田村       |              | 金賀木村        | 明治23年12月17日 改称 蜂須賀村 | 明治39年7月1日 合併 美和村   | 明治39年7月1日 合併 美和村             | 美和村             | 美和村                      | 昭和33年 町制 美和町                  | 美和町                     | 平成22年3月22日 合併 あま市 | あま市 |
| 海 部 郡 | 中橋村       |              | 金賀木村        | 明治23年12月17日 改称 蜂須賀村 | 明治39年7月1日 合併 美和村   | 明治39年7月1日 合併 美和村             | 美和村             | 美和村                      | 昭和33年 町制 美和町                  | 美和町                     | 平成22年3月22日 合併 あま市 | あま市 |
| 海 部 郡 | 森山村       |              | 金賀木村        | 明治23年12月17日 改称 蜂須賀村 | 明治39年7月1日 合併 美和村   | 明治39年7月1日 合併 美和村             | 美和村             | 美和村                      | 昭和33年 町制 美和町                  | 美和町                     | 平成22年3月22日 合併 あま市 | あま市 |
| 海 部 郡 | 丹波村       |              | 金賀木村        | 明治23年12月17日 改称 蜂須賀村 | 明治39年7月1日 合併 美和村   | 明治39年7月1日 合併 美和村             | 美和村             | 美和村                      | 昭和33年 町制 美和町                  | 美和町                     | 平成22年3月22日 合併 あま市 | あま市 |
| 海 部 郡 | 蜂須賀村     |              | 金賀木村        | 明治23年12月17日 改称 蜂須賀村 | 明治39年7月1日 合併 美和村   | 明治39年7月1日 合併 美和村             | 美和村             | 美和村                      | 昭和33年 町制 美和町                  | 美和町                     | 平成22年3月22日 合併 あま市 | あま市 |
| 海 部 郡 | 篠田村       | 篠田村       | 篠田村          | 篠田村                         | 明治39年7月1日 合併 美和村   | 明治39年7月1日 合併 美和村             | 美和村             | 美和村                      | 昭和33年 町制 美和町                  | 美和町                     | 平成22年3月22日 合併 あま市 | あま市 |
| 海 部 郡 | 乙之子村     |              | 篠田村          | 篠田村                         | 明治39年7月1日 合併 美和村   | 明治39年7月1日 合併 美和村             | 美和村             | 美和村                      | 昭和33年 町制 美和町                  | 美和町                     | 平成22年3月22日 合併 あま市 | あま市 |
| 海 部 郡 | 小橋方村     |              | 篠田村          | 篠田村                         | 明治39年7月1日 合併 美和村   | 明治39年7月1日 合併 美和村             | 美和村             | 美和村                      | 昭和33年 町制 美和町                  | 美和町                     | 平成22年3月22日 合併 あま市 | あま市 |
| 海 部 郡 | 北苅村       |              | 篠田村          | 篠田村                         | 明治39年7月1日 合併 美和村   | 明治39年7月1日 合併 美和村             | 美和村             | 美和村                      | 昭和33年 町制 美和町                  | 美和町                     | 平成22年3月22日 合併 あま市 | あま市 |
| 海 部 郡 | 甚目寺村     | 甚目寺村     | 甚目寺村        | 甚目寺村                       | 明治39年7月1日 合併 甚目寺村 | 甚目寺村                               | 甚目寺村           | 昭和8年8月1日 町制 甚目寺町 | 甚目寺町                              | 甚目寺町                   | 平成22年3月22日 合併 あま市 | あま市 |
| 海 部 郡 | 本郷村       |              | 甚目寺村        | 甚目寺村                       | 明治39年7月1日 合併 甚目寺村 | 甚目寺村                               | 甚目寺村           | 昭和8年8月1日 町制 甚目寺町 | 甚目寺町                              | 甚目寺町                   | 平成22年3月22日 合併 あま市 | あま市 |
| 海 部 郡 | 坂牧村       |              | 甚目寺村        | 甚目寺村                       | 明治39年7月1日 合併 甚目寺村 | 甚目寺村                               | 甚目寺村           | 昭和8年8月1日 町制 甚目寺町 | 甚目寺町                              | 甚目寺町                   | 平成22年3月22日 合併 あま市 | あま市 |
| 海 部 郡 | 下萱津村     | 下萱津村     | 萱津村          | 萱津村                         | 明治39年7月1日 合併 甚目寺村 | 甚目寺村                               | 甚目寺村           | 昭和8年8月1日 町制 甚目寺町 | 甚目寺町                              | 甚目寺町                   | 平成22年3月22日 合併 あま市 | あま市 |
| 海 部 郡 | 中萱津村     |              | 萱津村          | 萱津村                         | 明治39年7月1日 合併 甚目寺村 | 甚目寺村                               | 甚目寺村           | 昭和8年8月1日 町制 甚目寺町 | 甚目寺町                              | 甚目寺町                   | 平成22年3月22日 合併 あま市 | あま市 |
| 海 部 郡 | 上萱津村     |              | 萱津村          | 萱津村                         | 明治39年7月1日 合併 甚目寺村 | 甚目寺村                               | 甚目寺村           | 昭和8年8月1日 町制 甚目寺町 | 甚目寺町                              | 甚目寺町                   | 平成22年3月22日 合併 あま市 | あま市 |
| 海 部 郡 | 方領村       | 方領村       | 春富村          | 春富村                         | 明治39年7月1日 合併 甚目寺村 | 甚目寺村                               | 甚目寺村           | 昭和8年8月1日 町制 甚目寺町 | 甚目寺町                              | 甚目寺町                   | 平成22年3月22日 合併 あま市 | あま市 |
| 海 部 郡 | 石作村       |              | 春富村          | 春富村                         | 明治39年7月1日 合併 甚目寺村 | 甚目寺村                               | 甚目寺村           | 昭和8年8月1日 町制 甚目寺町 | 甚目寺町                              | 甚目寺町                   | 平成22年3月22日 合併 あま市 | あま市 |
| 海 部 郡 | 小路村       |              | 春富村          | 春富村                         | 明治39年7月1日 合併 甚目寺村 | 甚目寺村                               | 甚目寺村           | 昭和8年8月1日 町制 甚目寺町 | 甚目寺町                              | 甚目寺町                   | 平成22年3月22日 合併 あま市 | あま市 |
| 海 部 郡 | 新居屋村     | 新居屋村     | 新居屋村        | 新居屋村                       | 明治39年7月1日 合併 甚目寺村 | 甚目寺村                               | 甚目寺村           | 昭和8年8月1日 町制 甚目寺町 | 甚目寺町                              | 甚目寺町                   | 平成22年3月22日 合併 あま市 | あま市 |
| 海 部 郡 | 森村         | 森村         | 森村            | 森村                           | 明治39年7月1日 合併 甚目寺村 | 甚目寺村                               | 甚目寺村           | 昭和8年8月1日 町制 甚目寺町 | 甚目寺町                              | 甚目寺町                   | 平成22年3月22日 合併 あま市 | あま市 |
| 海 部 郡 | 今宿村       | 東今宿村     | 東今宿村        | 東今宿村                       | 明治39年7月1日 合併 甚目寺村 | 甚目寺村                               | 甚目寺村           | 昭和8年8月1日 町制 甚目寺町 | 甚目寺町                              | 甚目寺町                   | 平成22年3月22日 合併 あま市 | あま市 |
| 海 部 郡 | 今宿村       | 西今宿村     | 白鷹村          | 白鷹村                         | 明治39年7月1日 合併 甚目寺村 | 甚目寺村                               | 甚目寺村           | 昭和8年8月1日 町制 甚目寺町 | 甚目寺町                              | 甚目寺町                   | 平成22年3月22日 合併 あま市 | あま市 |
| 海 部 郡 | 上條村       | 上條村       | 白鷹村          | 白鷹村                         | 明治39年7月1日 合併 甚目寺村 | 甚目寺村                               | 甚目寺村           | 昭和8年8月1日 町制 甚目寺町 | 昭和18年1月1日 西春日井郡清洲町に編入 | 平成17年7月7日 合併 清須市 | 清須市                      | 清須市 |
| 海 部 郡 | 土田村       |              | 白鷹村          | 白鷹村                         | 明治39年7月1日 合併 甚目寺村 | 甚目寺村                               | 甚目寺村           | 昭和8年8月1日 町制 甚目寺町 | 昭和18年1月1日 西春日井郡清洲町に編入 | 平成17年7月7日 合併 清須市 | 清須市                      | 清須市 |
| 海 部 郡 | 迫間村       | 迫間村       | 白鷹村          | 白鷹村                         | 明治39年7月1日 合併 甚目寺村 | 明治43年10月1日 西春日井郡清洲町に編入 | 清洲町             | 清洲町                      | 清洲町                                | 平成17年7月7日 合併 清須市 | 清須市                      | 清須市 |

## 行政
市が掲げるキャッチコピー：「人・歴史・自然が綾なす セーフティ共創都市 “あま”」

### 市長
歴代市長
- 初代 村上浩司（2010年4月19日 - 4期目）

### 財政
2015年度（平成27年度）当初予算
| 一般会計 | 264億800.0万円   | （前年度対比4.2％増）  |
| 特別会計 | 198億304.5万円   | （前年度対比11.6％増） |
| 企業会計 | 75億4,337.8万円  | （前年度対比34％減）   |
| 全会計   | 537億5,442.3万円 | （前年度対比1.4％減）  |

### 市役所
- あま市役所本庁舎
  - 甚目寺庁舎
  - 七宝庁舎 - 2018年1月4日より機能停止している。

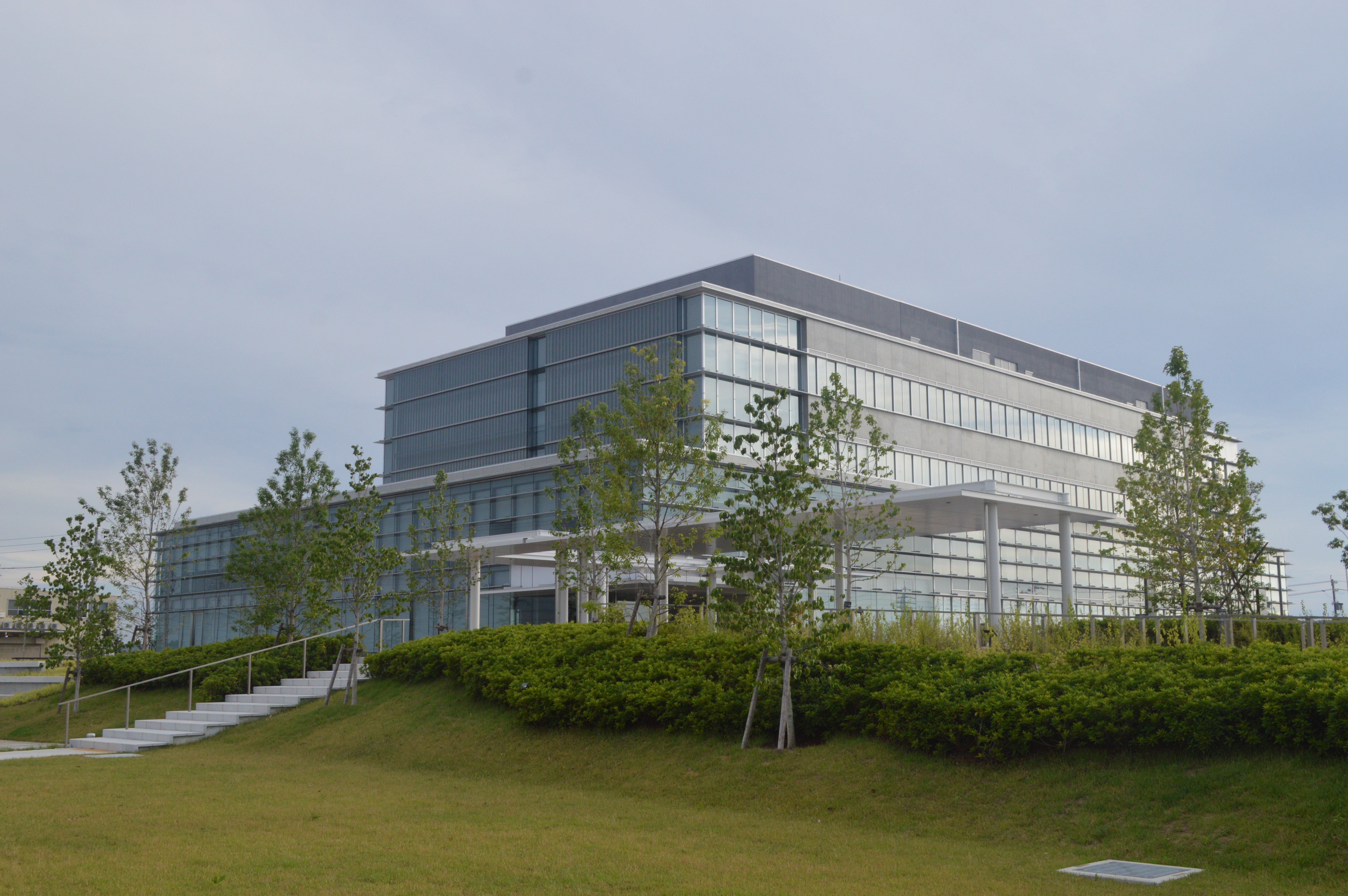
2023年開庁の本庁舎
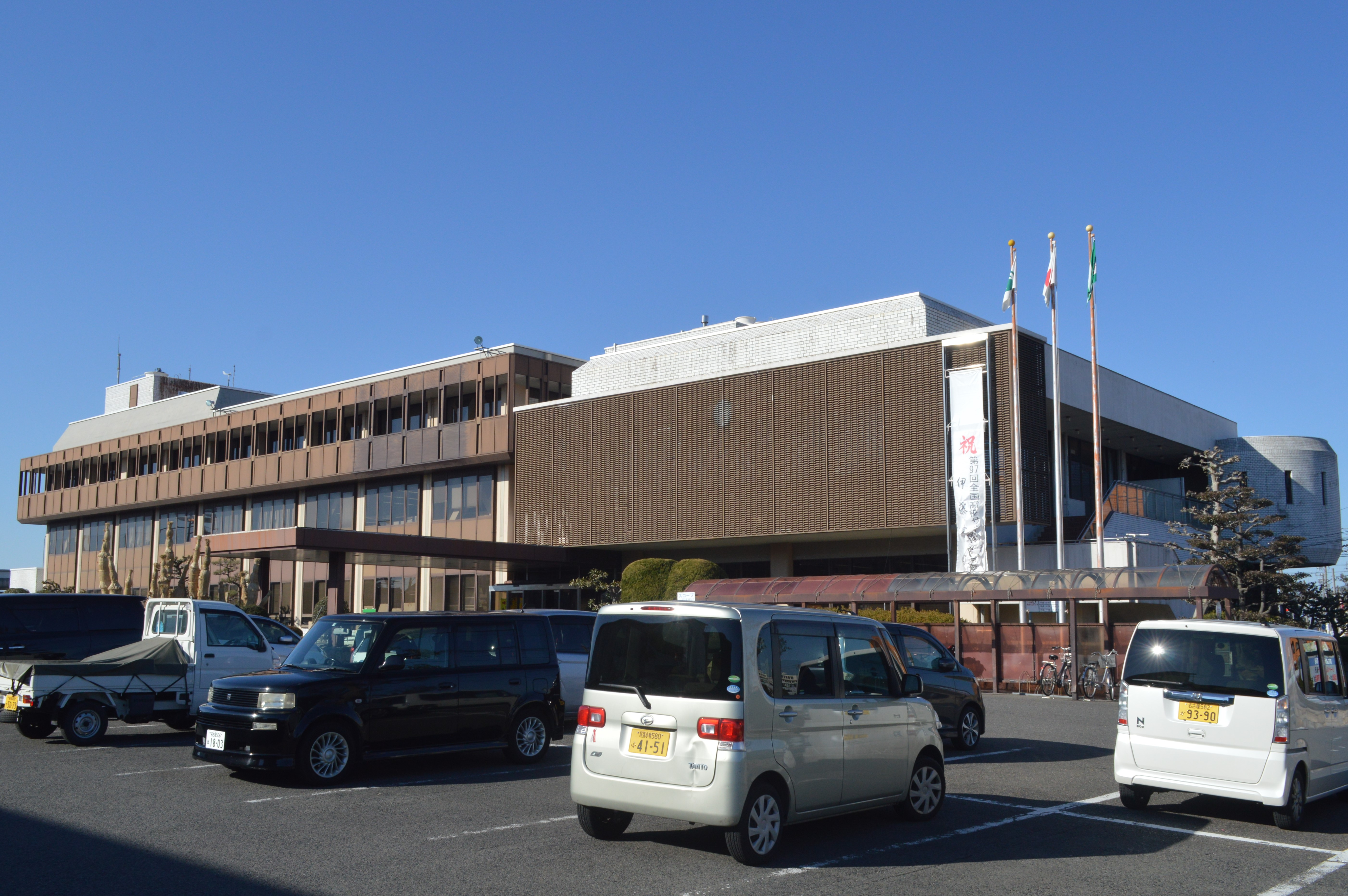
甚目寺庁舎

2023年（令和5年）5月8日、あま市七宝町沖之島深坪にあま市役所の新庁舎が開庁した。名鉄津島線七宝駅から南に約800メートルの地点である。

## 議会

### 愛知県議会
- 定数：2人
- 選挙区：あま市及び海部郡選挙区
- 任期：2023年4月30日 - 2027年4月29日
- 執行日：2023年4月9日

| 候補者名   | 当落 | 年齢 | 所属党派   | 新旧別 | 得票数 |
| ---------- | ---- | ---- | ---------- | ------ | ------ |
| 小木曽史人 | 当   | 46   | 無所属     | 現     | 無投票 |
| 石塚吾歩路 | 当   | 53   | 自由民主党 | 現     | 無投票 |

### 衆議院
- 選挙区：愛知9区 （津島市、稲沢市、愛西市、弥富市、あま市、大治町、蟹江町、飛島村）
- 任期：2024年10月27日 - 2028年10月26日
- 投票日：2024年10月27日
- 当日有権者数：377,902人[28]
- 投票率：52.01％

| 当落 | 候補者名 | 年齢 | 所属党派   | 新旧別 | 得票数   | 重複 |
| ---- | -------- | ---- | ---------- | ------ | -------- | ---- |
| 当   | 岡本充功 | 53   | 立憲民主党 | 元     | 91,152票 | ○    |
| 比当 | 長坂康正 | 67   | 自由民主党 | 前     | 78,726票 | ○    |
|      | 伊藤恵子 | 71   | 日本共産党 | 新     | 19,899票 |      |

## 施設

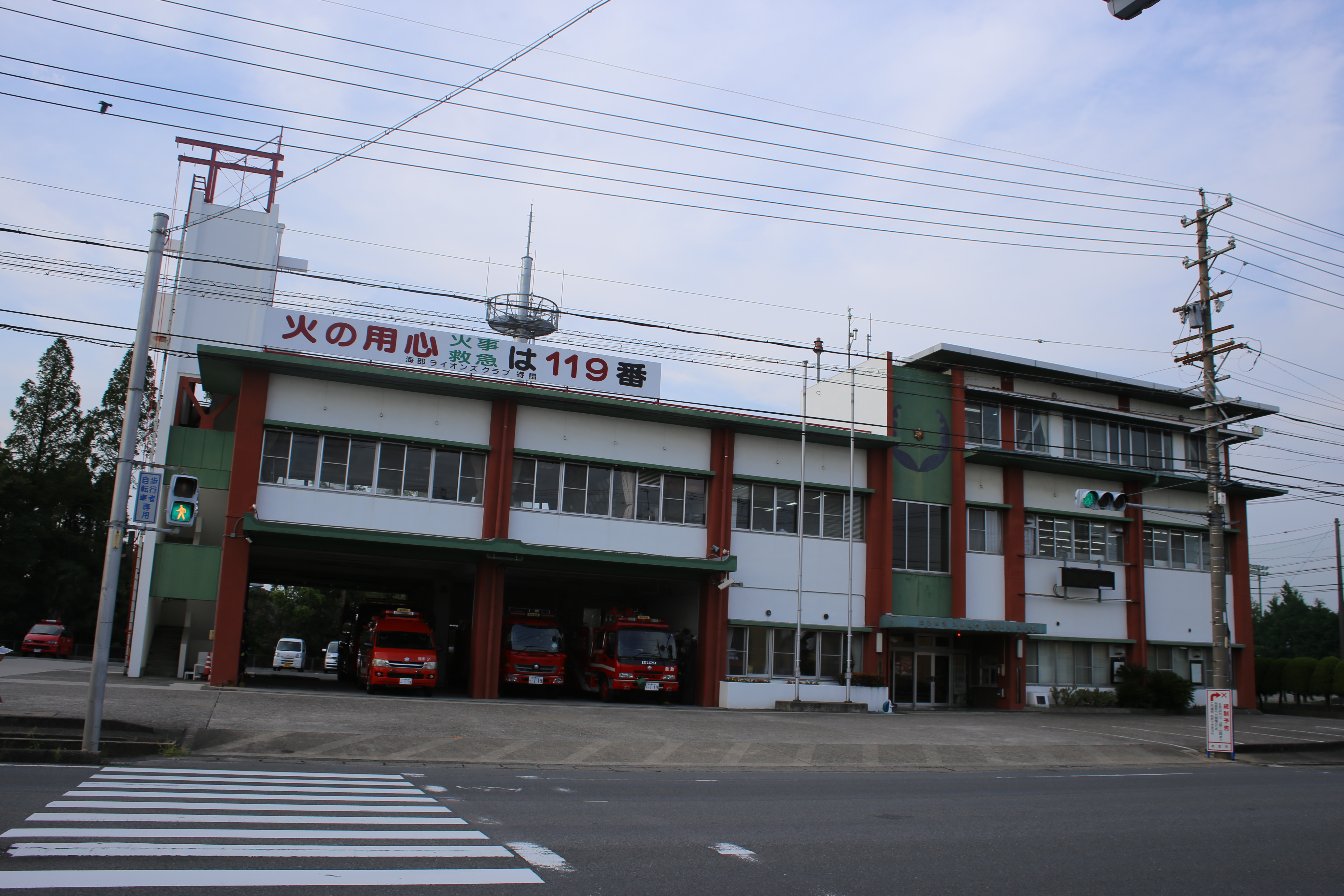
海部東部消防署

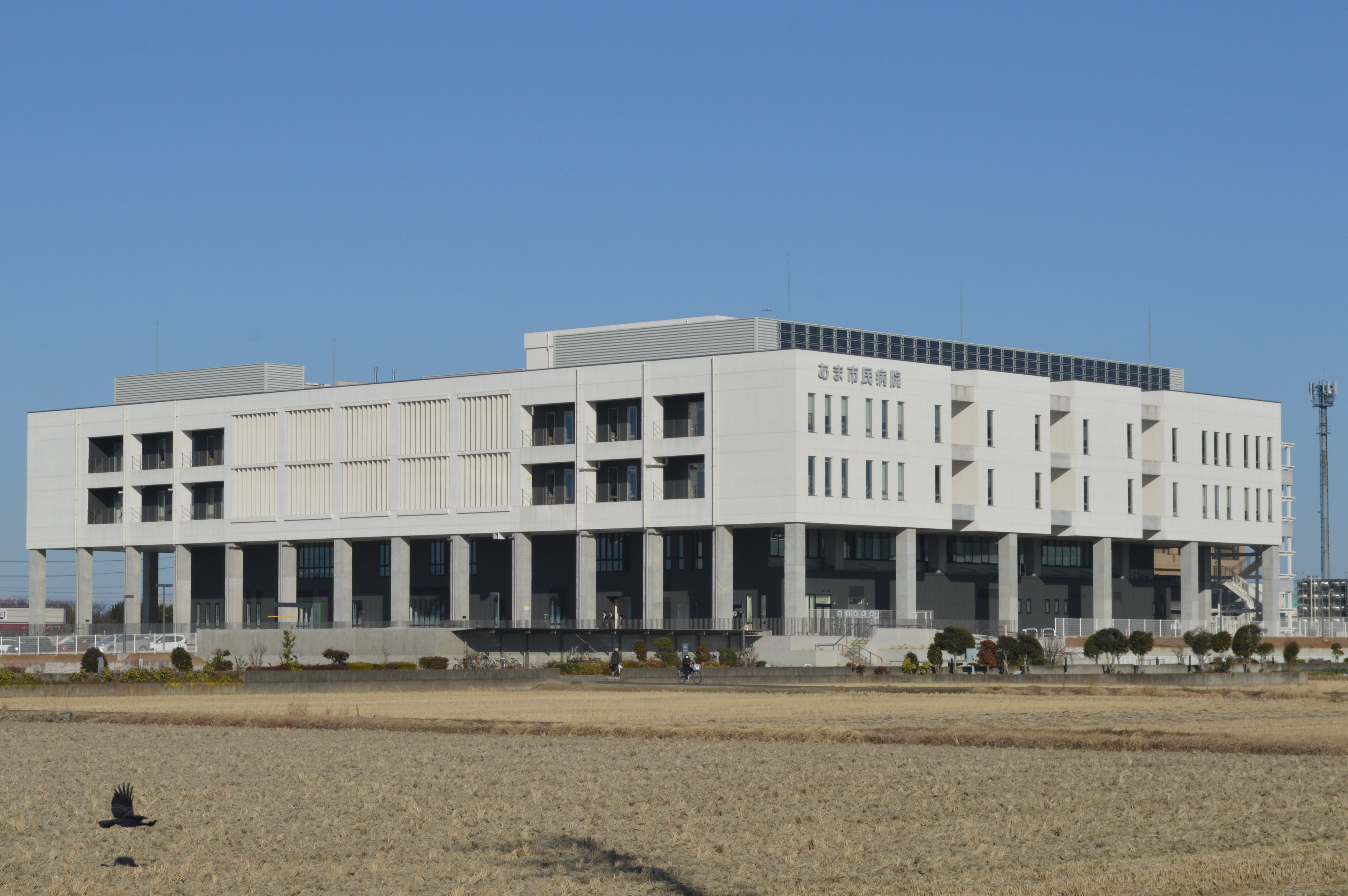
あま市民病院

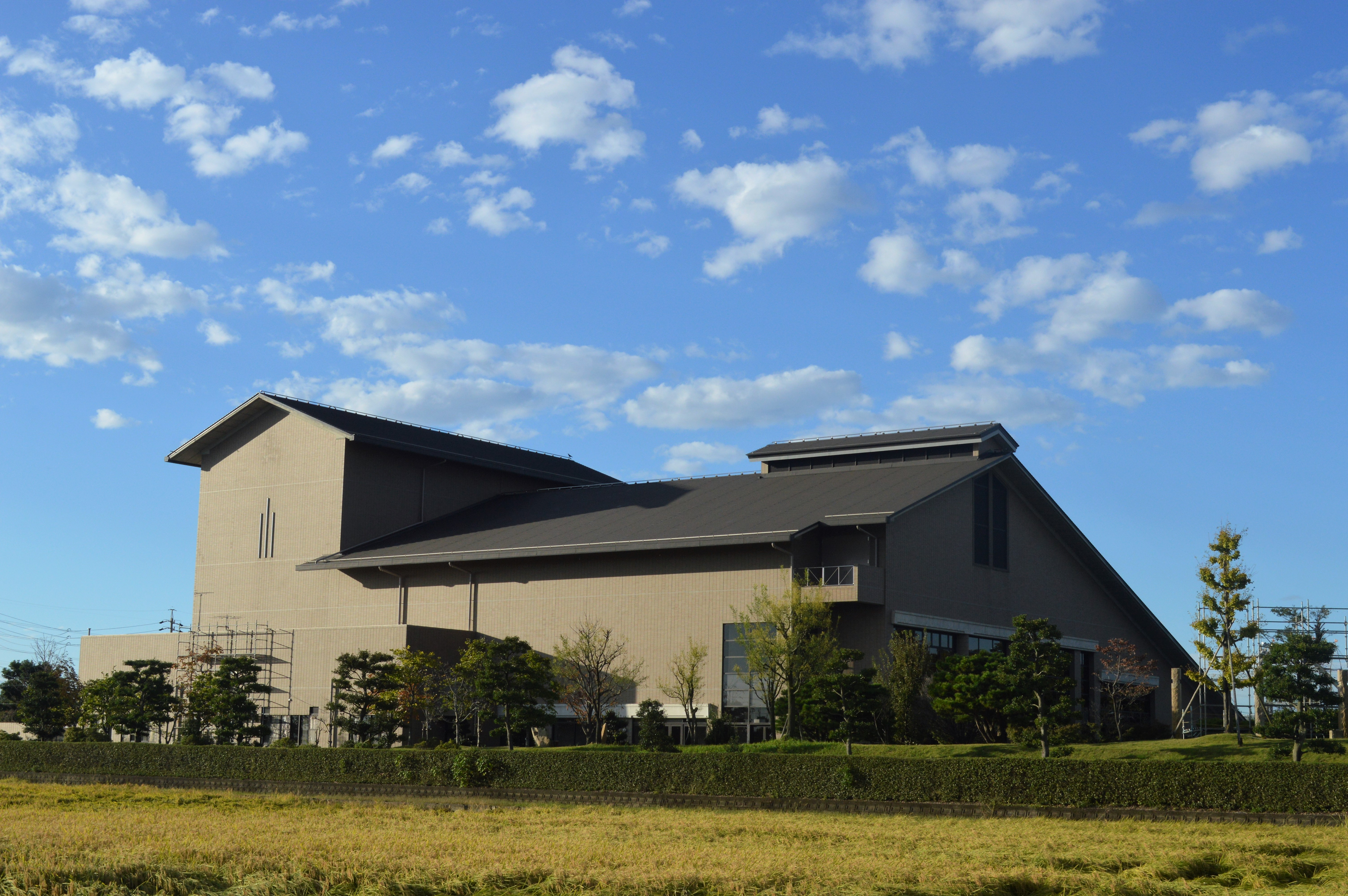
美和文化会館

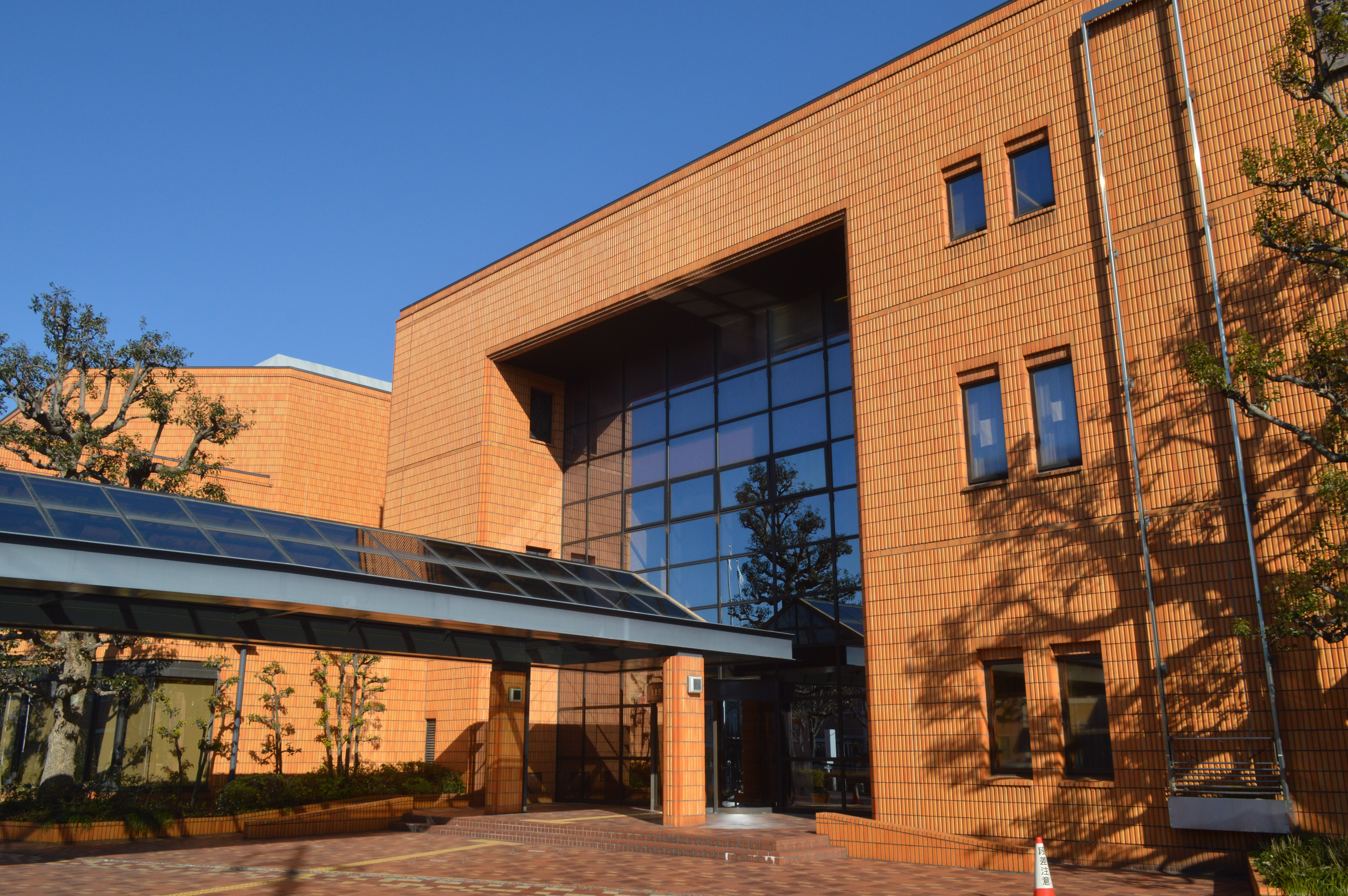
甚目寺公民館

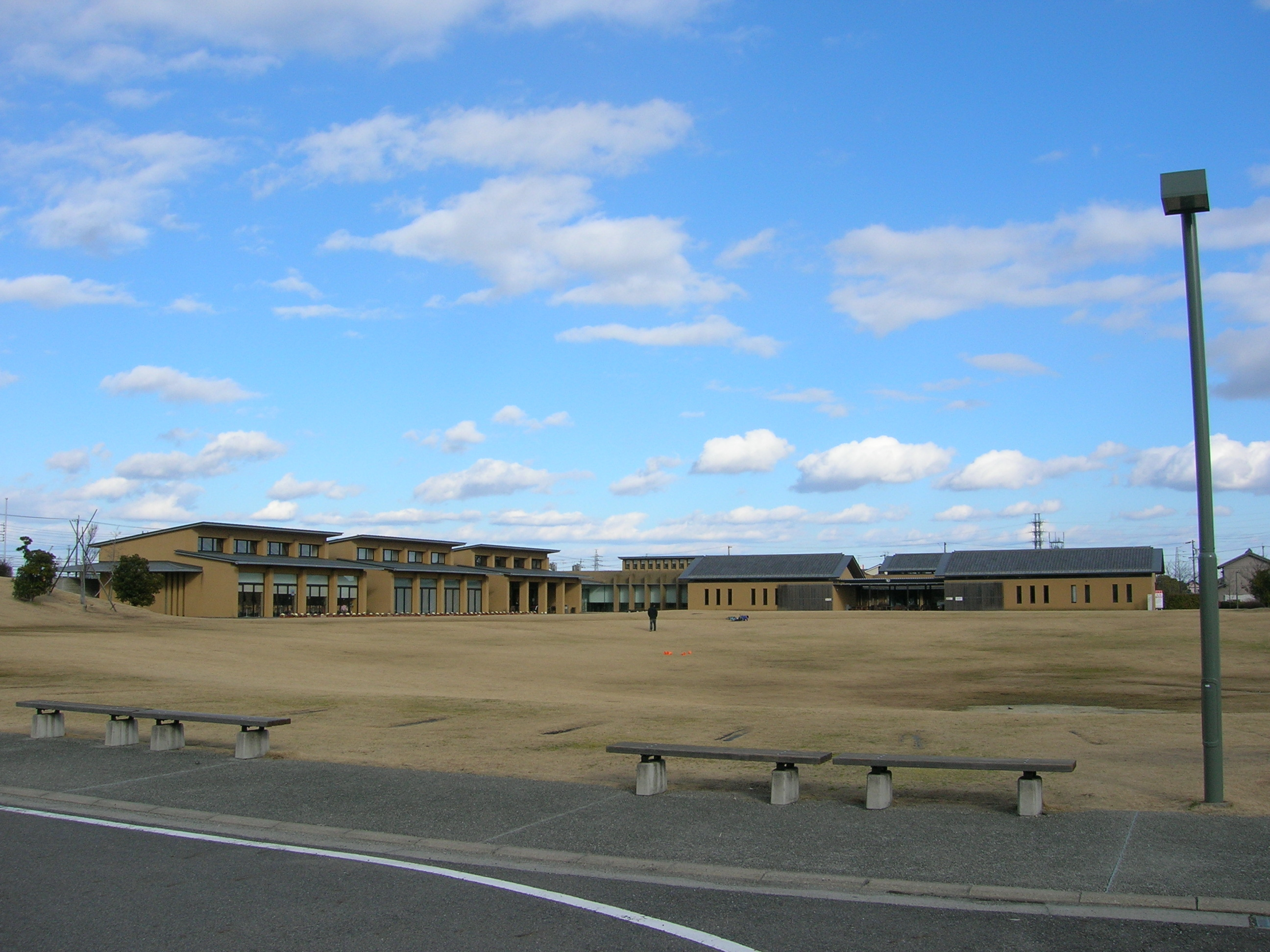
七宝焼アートヴィレッジ

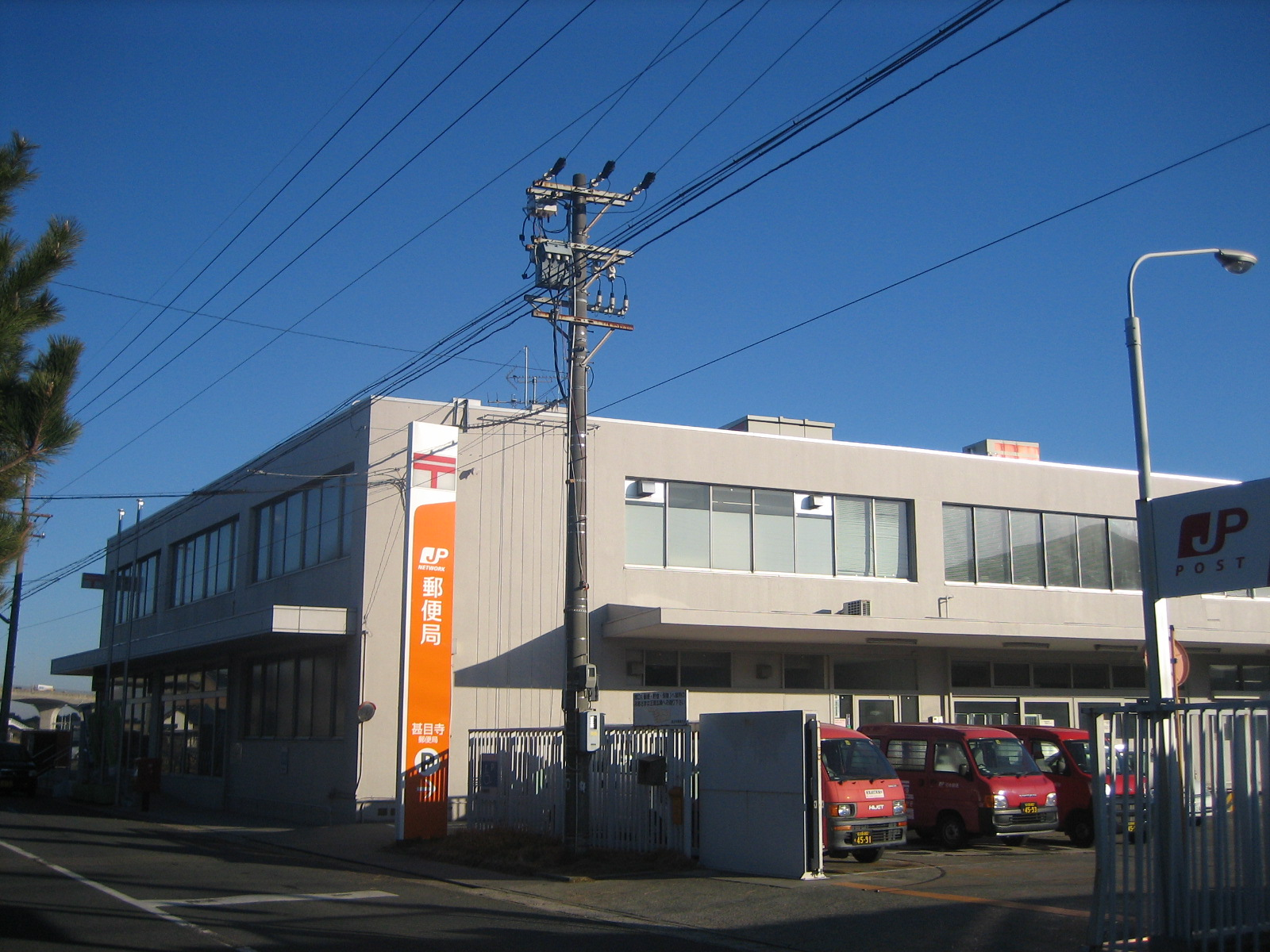
甚目寺郵便局

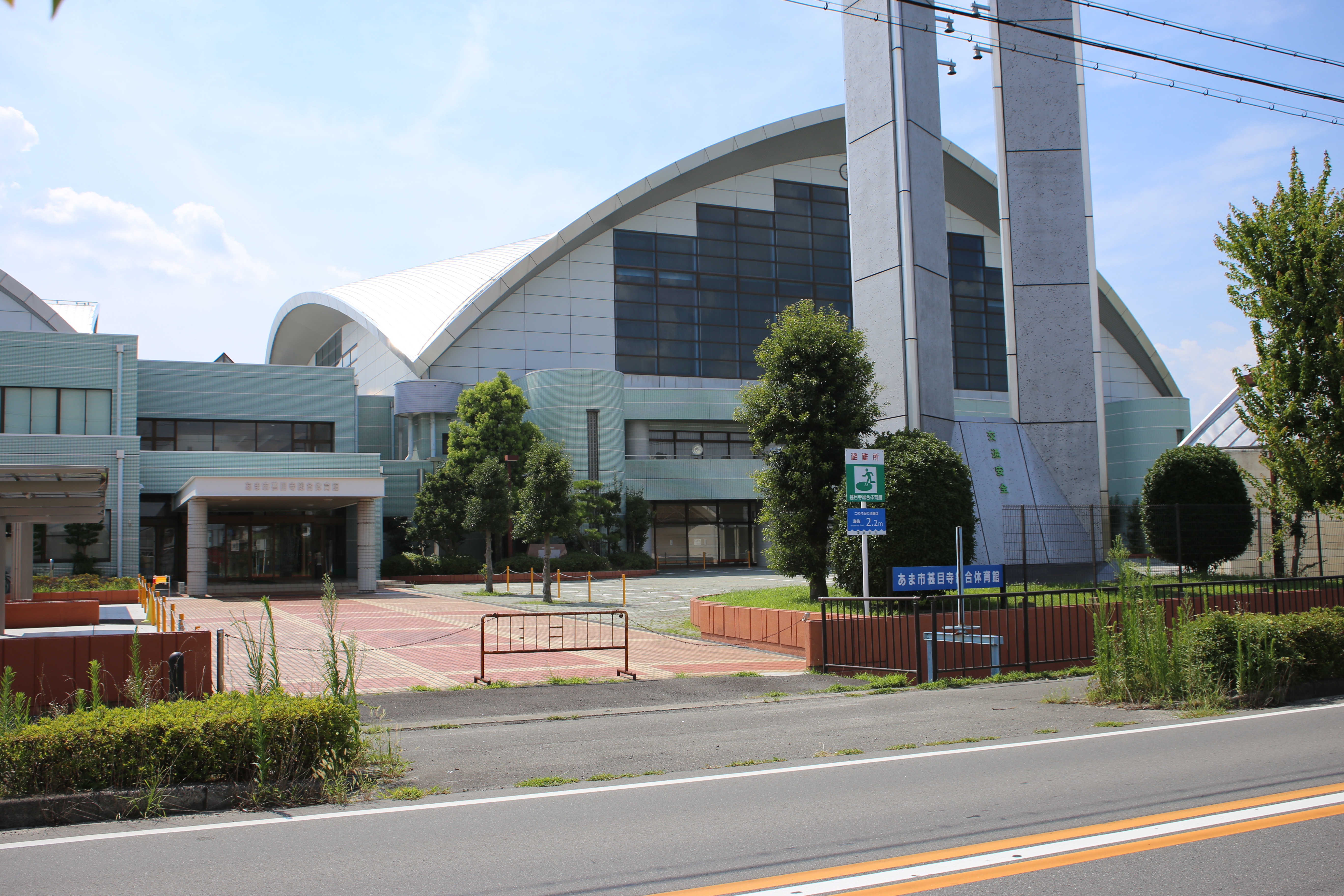
甚目寺総合体育館

### 警察
本部
- 愛知県警察 津島警察署（津島市）が管轄。

幹部交番
- 甚目寺幹部交番

交番
- 美和交番
- 七宝交番
- 甚目寺南交番

駐在所
- 伊福駐在所

### 消防
本部
- 海部東部消防組合 - 海部東部一市一町（あま市・大治町で構成）で設立された一部事務組合[29]。

消防署
- 本署
- 北分署

### 医療・福祉

#### 病院
- あま市民病院（旧名称：公立尾陽病院）
- 医療法人宝会 七宝病院
- 医療法人和合会 好生館病院

#### 福祉施設
- 甚目寺総合福祉会館
- 七宝総合福祉センター
- 美和総合福祉センターすみれの里
- 甚目寺老人福祉センター
- 人権ふれあいセンター
- 本郷憩の家
- 森憩の家
- 新居屋憩の家

### 文化施設

#### 会館・公民館
- 美和文化会館 - 大ホール収容人員709人（車イス5席、親子席4席）
- 七宝産業会館
- 甚目寺産業会館
- 甚目寺公民館 - 大ホール収容人員805人（車イス3席）
- 美和公民館
- 七宝公民館

#### 図書館
- あま市美和図書館
  - 1979年には美和町中央公民館の開館にともなって公民館図書室が開館。1994年7月12日には美和町文化会館・図書館内に図書館が開館。2010年には3町の合併にともなってあま市美和図書館に改称。図書館部分の延床面積は753.84平方メートル。2014年度の蔵書点数は121,327点、貸出点数は210,194点、1人あたり貸出点数は2.4点。[30]。あま市美和図書館のほかには、七宝公民館読書室と甚目寺公民館図書室がある。

#### 資料館
- 七宝焼アートヴィレッジ
- あま市美和歴史民俗資料館
- あま市甚目寺歴史民俗資料館
- 七宝郷土資料館（2019年3月31日をもって閉館し解体）

### 郵便局
主な郵便局
- 甚目寺郵便局 - 集配局
- 美和郵便局
- 七宝郵便局
- 甚目寺本郷郵便局
- 甚目寺西今宿郵便局
- 美和篠田郵便局
- 富塚郵便局
- 伊福簡易郵便局

郵便番号
郵便番号は以下の通りとなっている。
- 甚目寺郵便局：旧甚目寺町の区域（490-11xx）
- 美和郵便局：旧美和町の区域（490-12xx）
- 蟹江郵便局：旧七宝町の区域（497-00xx）

### 公園
- リバーサイドガーデン
- 森ヶ丘公園
- 二ツ寺親水公園
- アートヴィレッジふれあい広場

### 運動施設

#### 体育館
- 甚目寺総合体育館
- 七宝総合体育館

#### グラウンド
- 七宝グラウンド
- 七宝鷹居グラウンド
- 美和グラウンド
- 蜂須賀グラウンド
- 森グラウンド
- 森遊水地グラウンド

#### テニスコート
- 七宝テニスコート
- 美和テニスコート
- 甚目寺テニスコート

### 処理施設
- ゴミ処理は名古屋市環境局五条川工場で行う。

## 対外関係

### 姉妹都市･提携都市

#### 海外
フレンドシップ相手国
2005年に開催された愛知万博で、愛知県内の市町村(名古屋市を除く｡)が120の万博公式参加国をそれぞれ「一市町村一国フレンドシップ事業」としてフレンドシップ相手国として迎え入れた。
- アゼルバイジャン共和国
- ベトナム社会主義共和国
- マリ共和国

その他
- 健康都市連合
それぞれの都市の居住者の健康を守り、また生活の質の向上のために取り組む複数の都市のネットワークである。

#### 国内
提携都市
- 七ヶ浜町（宮城県 宮城郡）
2015年（平成27年）12月16日  災害時相互応援協定
- 名護市（沖縄県）
2021年（令和3年）2月9日  災害時相互応援協定

## 経済

### 第一次産業
- 産業産出額：17.4億円[32]

#### 農業
農業協同組合
- 海部東農業協同組合
  - 甚目寺支店
  - 七宝支店
  - 伊福支店
  - 美和支店

### 第二次産業
- 製造品出荷額：1,353億円[33]

### 第三次産業
- 卸売業年間販売額：599億円[34]
- 小売業年間販売額：462億円[34]

#### 商業

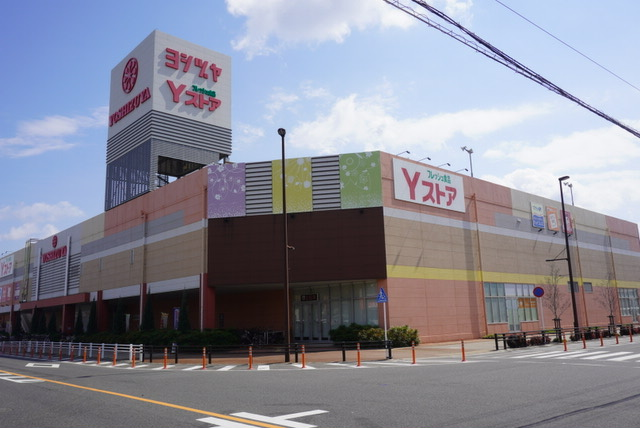
ヨシヅヤ甚目寺店

主な商業施設
- アオキスーパー
  - 甚目寺店
  - あま坂牧店
- ピアゴ甚目寺店
- ヨシヅヤ
  - 甚目寺店
  - 甚目寺呉服館
  - Yストア美和篠田店
- ナフコトミダ
  - 七宝店
  - 木田店
- コノミヤ甚目寺店
- 業務スーパー甚目寺森店
- V・drug
  - 甚目寺西店
  - 甚目寺南店
  - 七宝店
- スギ薬局
  - 美和店
  - 甚目寺森店
  - 七宝店
- サンドラッグ
  - 甚目寺森店
  - 美和店
  - 七宝店
- クリエイトSD
  - 愛知甚目寺店
- マツモトキヨシ甚目寺店
- ゲンキー
  - 新居屋西店
  - 上萱津店
  - 七宝桂店
- クスリのアオキ
  - 甚目寺森店
  - 甚目寺小路店
- ドラッグユタカあま甚目寺店
- ザ・ダイソー
  - ヨシヅヤ甚目寺店
  - あま市甚目寺店
- セリア
  - 甚目寺店
  - 甚目寺北店
  - ピアゴ甚目寺店
  - 美和店
- DCM美和店
- マツヤデンキ甚目寺店
- ゲオ
  - 七宝町店
  - 甚目寺店
- 西松屋甚目寺店
- ニッケタウン甚目寺[35]

### 金融機関
- あいち銀行美和支店
- 大垣共立銀行
  - 甚目寺支店
  - 七宝支店
- 十六銀行美和支店
- 名古屋銀行甚目寺支店
- 三菱UFJ銀行尾張新川支店 （旧甚目寺出張所：清須市より移転）
- 愛知信用金庫七宝支店
- いちい信用金庫
  - 美和支店（廃止）
  - 甚目寺支店
  - 七宝支店
- 岐阜信用金庫美和支店
- 中日信用金庫甚目寺支店

### 本社を置く企業
- 名古屋電機工業
- 海部清掃
- トレードワン
- 中日本炉工業
- 愛知刷毛刷子商工業協同組合
- 七宝町七宝焼生産者協同組合
- 田村七宝工芸[36]
- エイビス
- 三光製作所
- 河村産業所
- 井村食品
- 三鷹金属工業
- セントラルヨシダ
- 堀田萬蔵商店
- 加藤製菓

### 拠点を置く企業
- 日本電話施設株式会社 電設事業本部
- ANAフーズ株式会社 名古屋支店
- 株式会社海部清掃 RCセンター
- 川上産業株式会社 名古屋工場
- 株式会社日本デリカフレッシュ 名古屋工場
- 日本リーテック株式会社 中部支社
- トールエクスプレスジャパン株式会社 中部支社
- トーエネック 甚目寺営業所
- アイカ工業株式会社 甚目寺工場
- 旭金属株式会社 名古屋工場
- カーネルコンセプト 名古屋西SSC
- 株式会社東光高岳
  - 中部支社
  - 名古屋工場
- タンゲ化学工業株式会社 甚目寺工場
- カクダイ製菓 七宝工場
- 豊田合成株式会社 美和技術センター
- 池戸製作所 甚目寺工場
- 鎌倉ハム
  - 事業所
  - 甚目寺本部工場
  - 本部営業所
- 竹田印刷 スタジオACE1
- 東邦ガス あま営業所
- キングコーポレーション 名古屋本店
- 西尾レントオール
  - RA名古屋営業所
  - ビジュアル営業所名古屋事務所

## 情報･通信

### マスメディア

#### 送信所
- 東海ラジオ放送七宝送信所

## 生活基盤

### ライフライン

#### 電力
- 中部電力
  - 本市を担当する中部電力パワーグリッドの営業所は、甚目寺地区が名古屋市中村区にある中村営業所、美和地区と七宝地区が津島市にある津島営業所である[37][38]。

#### ガス
- 東邦ガス[39]

#### 上下水道
- あま市水道事業
- 名古屋市上下水道局
  - 上水道は、美和地区と七宝地区があま市水道事業、甚目寺地区が名古屋市上下水道局の担当となる。なお名古屋市上下水道局大治浄水場は、敷地の一部があま市に跨っている。
- 愛知県企業庁

#### 電信
- 西日本電信電話（NTT西日本）- NTT西日本-東海（NTTビジネスソリューションズ）

市外局番
- 市外局番は名古屋市や清須市と同じく、市内全域で052（名古屋MA）が使用される。
  - 市内局番は、隣の大治町と同じ440番台を主に使用する。

## 教育

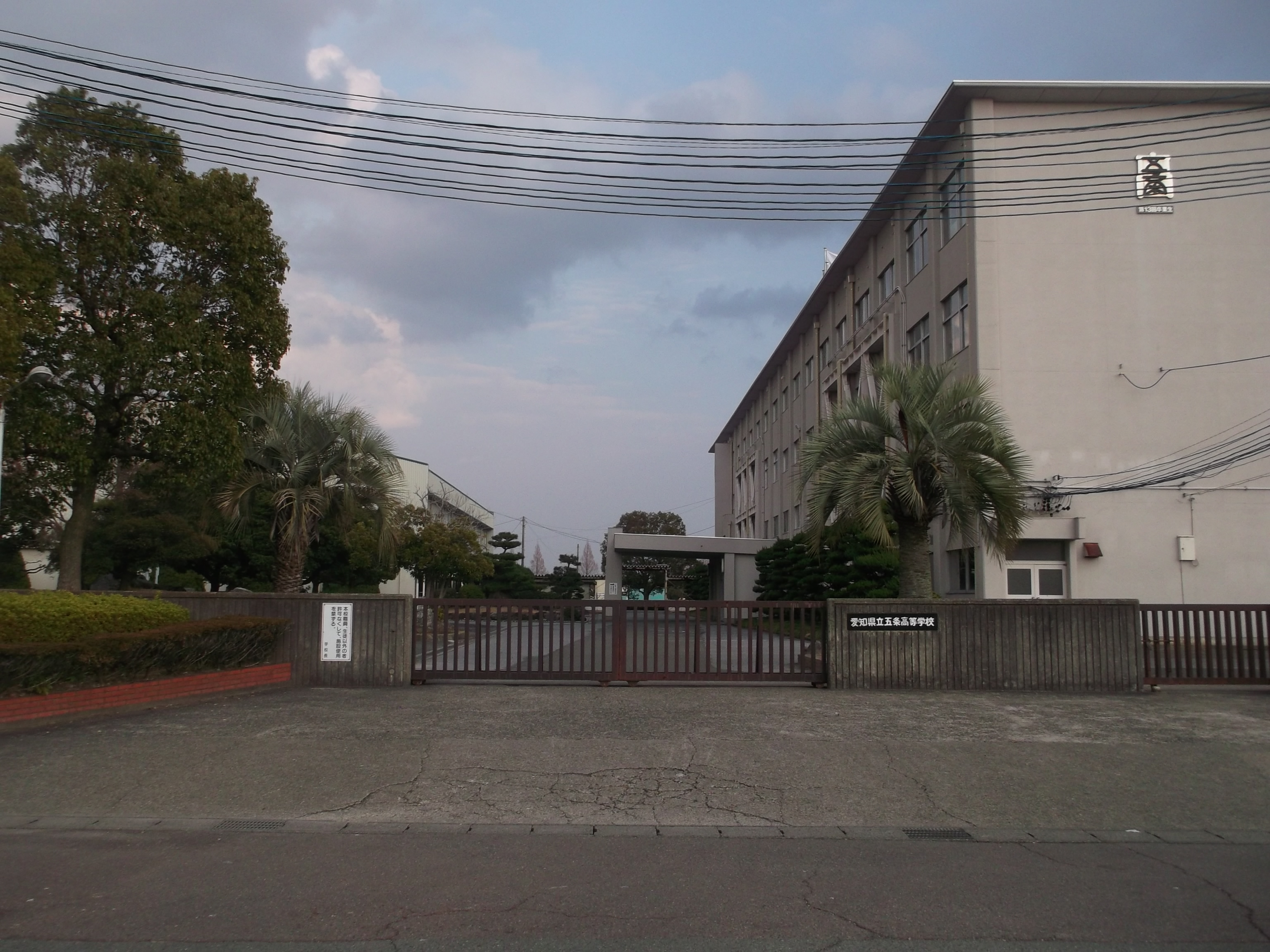
愛知県立五条高等学校

### 高等学校
県立
- 愛知県立美和高等学校
- 愛知県立五条高等学校

私立
- 啓明学館高等学校 七宝キャンパス（体育館、グラウンド）

### 中学校
市立
- あま市立美和中学校
- あま市立甚目寺中学校
- あま市立甚目寺南中学校
- あま市立七宝中学校
- あま市立七宝北中学校

### 小学校
市立
- あま市立正則小学校
- あま市立美和小学校
- あま市立篠田小学校
- あま市立美和東小学校
- あま市立甚目寺小学校
- あま市立甚目寺東小学校
- あま市立甚目寺南小学校
- あま市立甚目寺西小学校
- あま市立七宝小学校
- あま市立伊福小学校
- あま市立宝小学校
- あま市立秋竹小学校

### 幼児教育

#### 保育所
市立
- 七宝北部保育園
- 正則保育園
- 篠田保育園
- 昭和保育園
- 聖徳保育園
- 萱津保育園
- 新居屋保育園
- 五条保育園
- 大花保育園

私立保育所
- 七宝こども園
- ひかり保育園
- 美和保育園

#### 幼稚園
- 青山幼稚園
- 木田幼稚園
- 七宝幼稚園
- 甚目寺幼稚園
- 中川幼稚園
- 明和幼稚園

#### 児童館
- 七宝児童館
- 美和児童館
- 甚目寺中央児童館
- 甚目寺南児童館
- 甚目寺北児童館
- 甚目寺西児童館

## 交通

### 鉄道路線

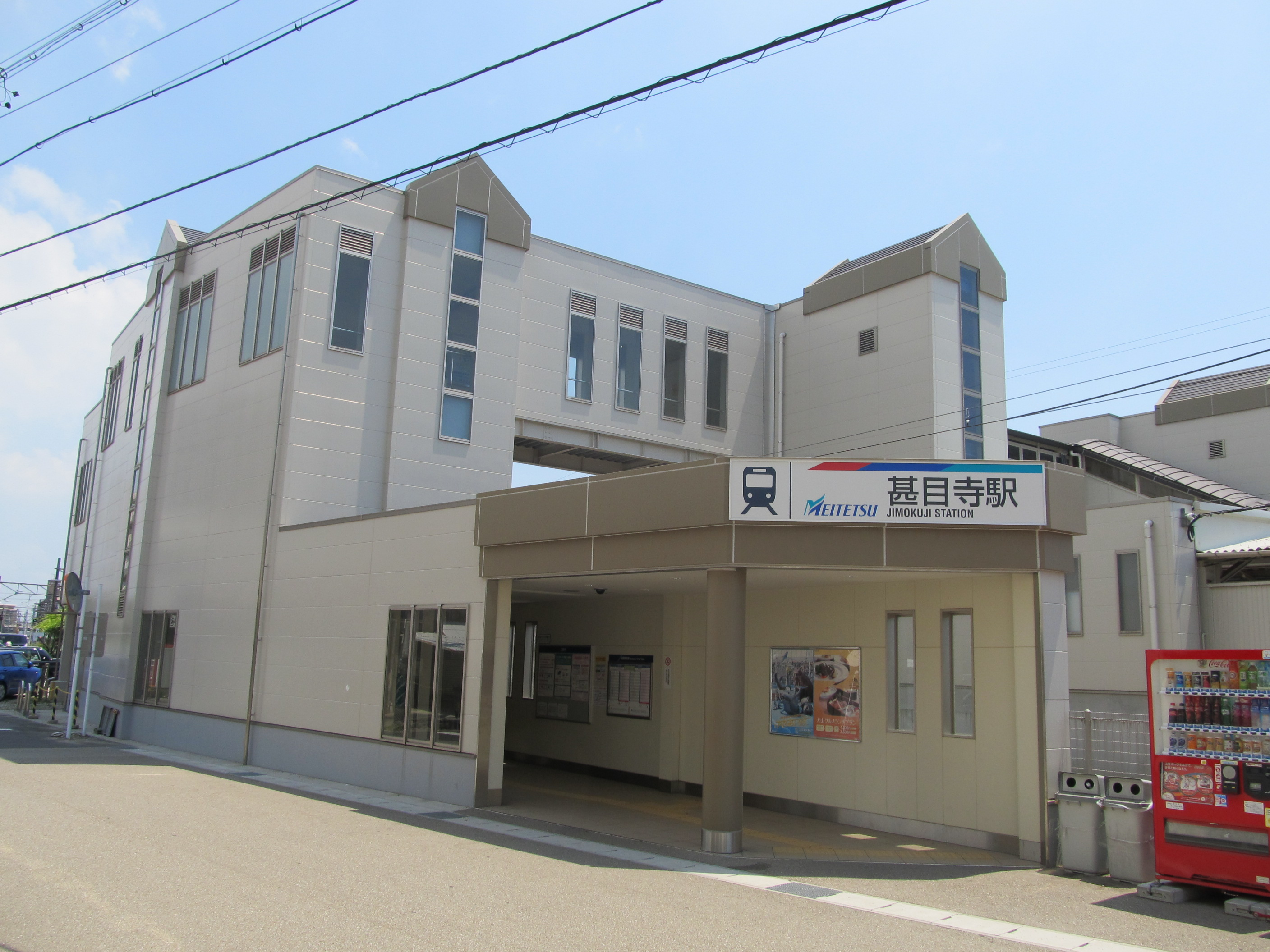
甚目寺駅

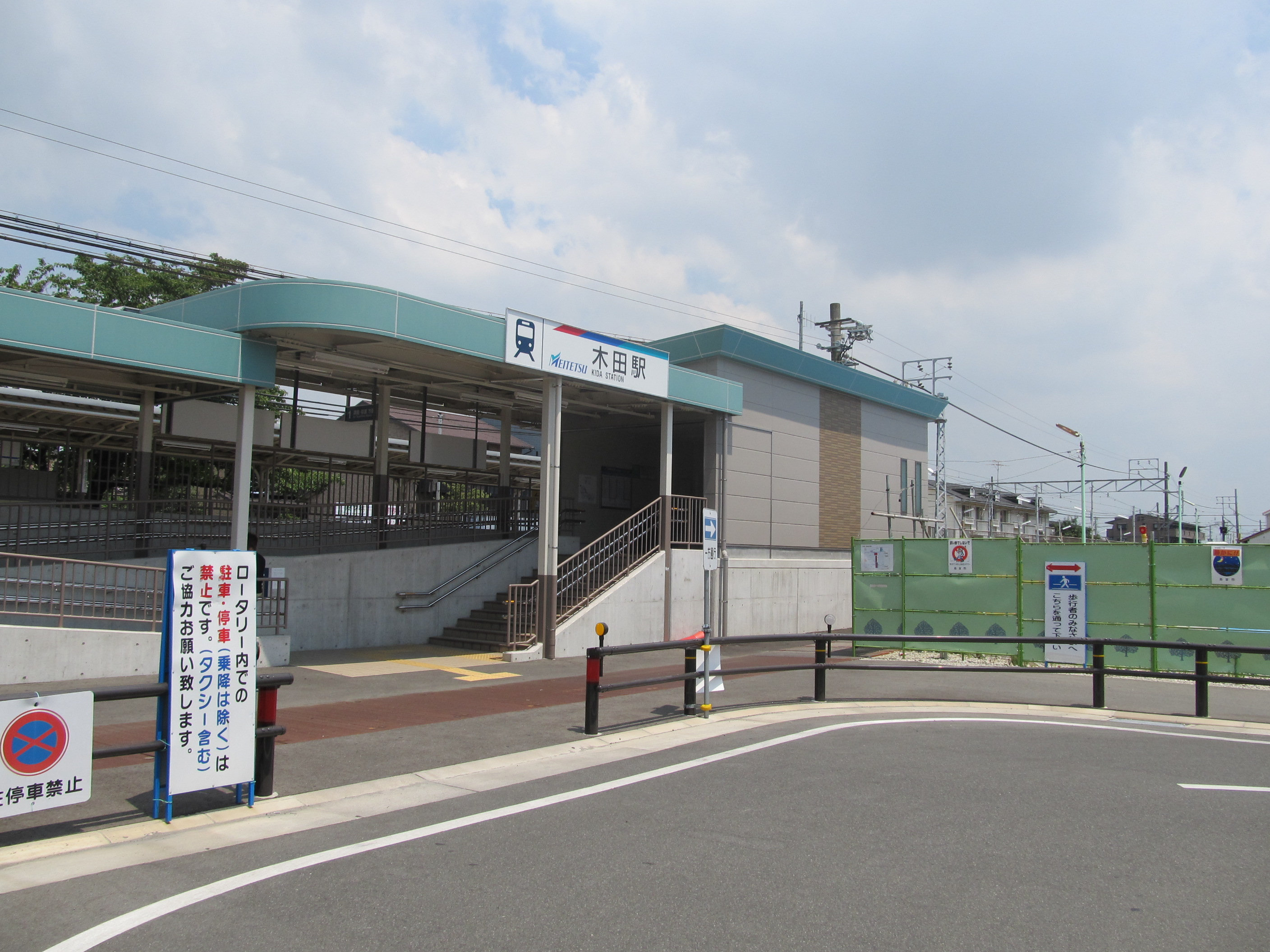
木田駅

市の中心となる駅：木田駅
名古屋鉄道
津島線 : （清須市） - 甚目寺駅 - 七宝駅 - 木田駅 - （津島市）
廃止駅
- 新居屋駅

甚目寺-七宝間にあった駅。1944年（昭和19年）に休止、1969年（昭和44年）に廃止された。
あま市内では甚目寺駅が最も乗降人員の多い駅で市内唯一の有人駅であるが、JTB時刻表ではかつてあま市役所の最寄駅であった木田駅があま市の代表駅として記載されている。2023年5月に開庁したあま市役所新庁舎の最寄駅は七宝地区北端にある七宝駅である。甚目寺駅と木田駅は特急等の全営業列車が停車し、七宝駅は普通列車のみ停車する。名古屋市営地下鉄桜通線が太閤通駅から延伸して七宝地区へ乗り入れる計画があるが、着工には至っていない。南北に長い七宝地区ではどの駅へも比較的距離があるため、名鉄バスを利用する人が多く、南部ではJR東海の関西本線蟹江駅へも比較的近い。美和地区の西端では青塚駅へも比較的近い。愛知県立五条高等学校の周辺など、甚目寺地区の北東端では名鉄名古屋本線の新清洲駅や丸ノ内駅へも比較的近い。

### バス

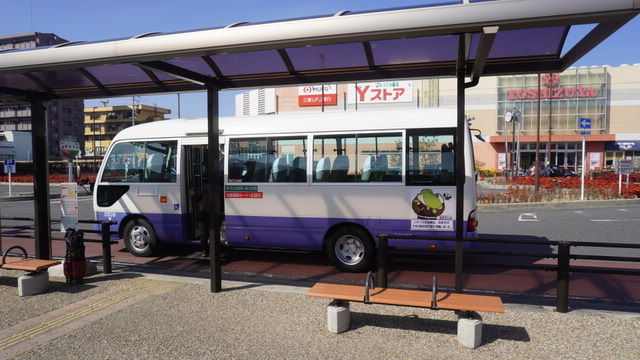
あま市巡回バス

#### 路線バス
- あま市巡回バス
  - 北部巡回ルート（美和・甚目寺）
  - 南部巡回ルート（美和・七宝）
  - 東部巡回ルート（甚目寺）
- あま市民病院巡回バス
  - 日赤午前コース
    - 萱津橋西 - 日本赤十字社愛知医療センター名古屋第一病院 - 大治町スポーツセンター - 甚目寺駅

  - 日赤午後コース
    - 甚目寺駅 - 萱津橋西 - 日本赤十字社愛知医療センター名古屋第一病院 - 萱津橋西

  - 森コース
    - 方領 - 森憩の家北児童館 - 森5丁目 - 新居屋 - 甚目寺駅

  - 美和第1コース
    - 七宝駅 - 木田駅 - 蜂須賀 - 美和保健センター - 二ツ寺住宅 - 甚目寺駅

  - 美和第2コース
    - 苅屋橋 - 七宝焼アートヴィレッジ - 乙之子 - 金岩 - 甚目寺駅

  - 七宝・大治コース
    - 伊福 - 七宝市民サービスセンター - 西條 - 新大正橋西 - 大治町役場 - 甚目寺駅

停留所はないものの、名古屋市営バスが旧七宝町域を通過している。稲沢市の国府宮神社で国府宮はだか祭が開催される際には、定期路線ではない稲沢市方面への路線があま市内から名鉄名古屋本線国府宮駅まで臨時運行される。

#### 都市間バス
- 名鉄バス
  - 名鉄バスセンター・栄（オアシス21） - （安松経由） - 大坪・津島
  - 名鉄バスセンター - （岩塚経由） - 大坪・津島

### 道路

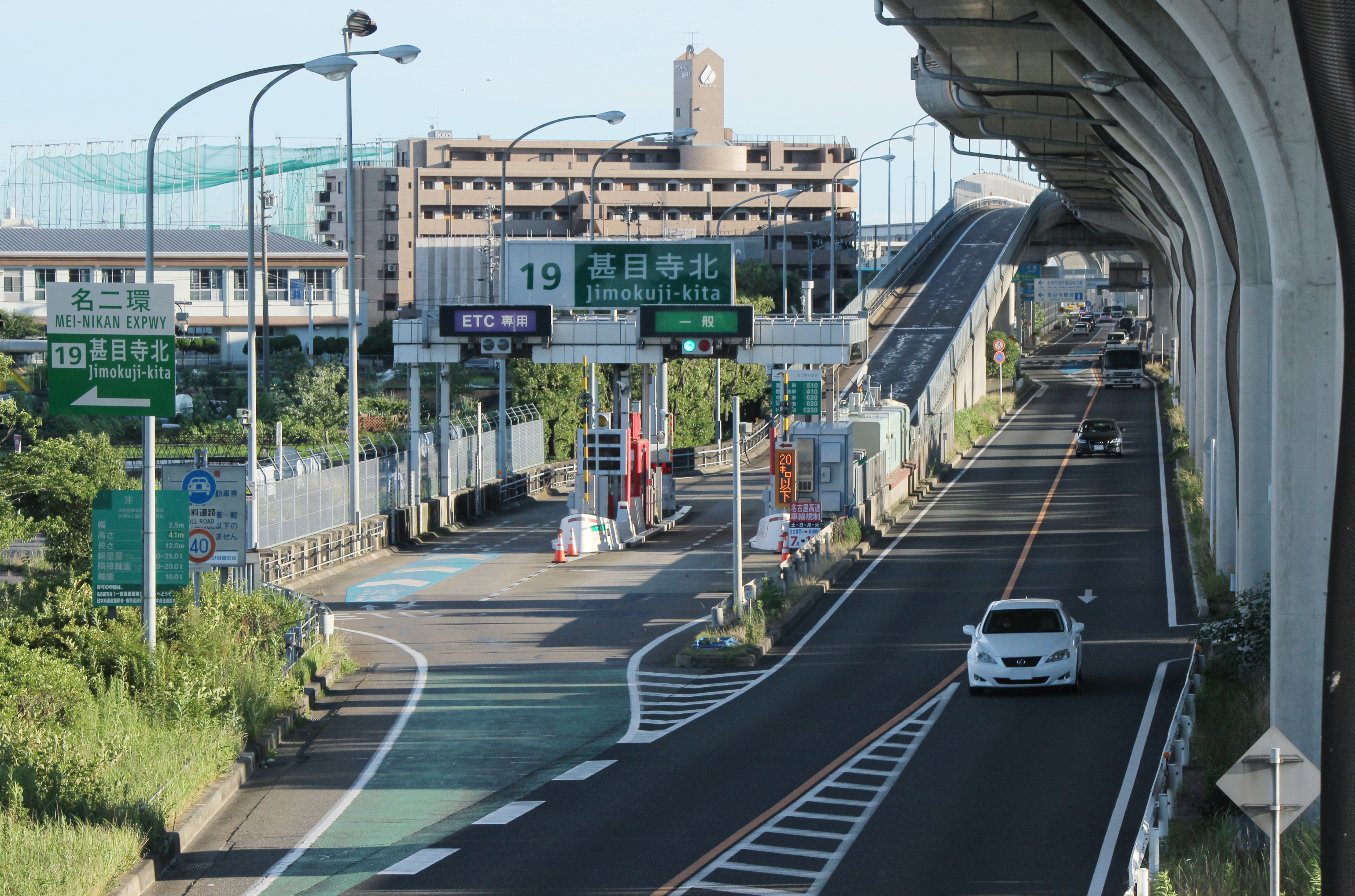
甚目寺北IC

#### 高速道路
- 名古屋第二環状自動車道
  - （清須市） - (19)甚目寺北IC - (20)甚目寺南IC - （海部郡大治町）
- 東名阪自動車道
  - （名古屋市中川区） - (24)名古屋西TB - （海部郡蟹江町）

#### 国道
- 国道302号（名古屋環状2号線）

#### 県道
主要地方道
- 愛知県道40号名古屋蟹江弥富線
- 愛知県道59号名古屋中環状線
- 愛知県道65号一宮蟹江線（西尾張中央道）
- 愛知県道68号名古屋津島線
- 愛知県道79号あま愛西線（甚目寺街道）

一般県道
- 愛知県道115号津島七宝名古屋線
- 愛知県道124号西条清須線
- 愛知県道126号給父西枇杷島線
- 愛知県道128号給父清須線
- 愛知県道139号須成七宝稲沢線
- 愛知県道200号名古屋甚目寺線
- 愛知県道518号蜂須賀白浜線

### ナンバープレート
- 車検証の住所（使用者）があま市の自動車には、名古屋ナンバーが交付される。

## 名所・旧跡・観光スポット

### 文化財
あま市には、国指定6件、愛知県指定11、あま市指定15件の指定文化財があり、国登録文化財2件がある。

#### 重要文化財（国指定）
| 種別   | 名称               | 所有者 | 指定（登録）年月日        | 所在地         |
| ------ | ------------------ | ------ | ------------------------- | -------------- |
| 建造物 | 甚目寺南大門       | 甚目寺 | 1900年（明治33年）4月7日  | あま市甚目寺   |
| 建造物 | 甚目寺三重塔・東門 | 甚目寺 | 1953年（昭和28年）11月4日 | あま市甚目寺   |
| 絵画   | 絹本著色不動尊像   | 甚目寺 | 1901年（明治34年）3月27日 | 東京国立博物館 |
| 絵画   | 絹本著色仏涅槃図   | 甚目寺 | 1901年（明治34年）3月27日 | 東京国立博物館 |
| 彫刻   | 木造愛染明王坐像   | 甚目寺 | 2012年（平成24年）9月6日  | あま市甚目寺   |
| 彫刻   | 鉄造地蔵菩薩立像   | 法蔵寺 | 1971年（昭和46年）6月22日 | あま市中橋     |

#### 県指定文化財
| 種別       | 名称                                         | 所有者   | 指定（登録）年月日        | 所在地           |
| ---------- | -------------------------------------------- | -------- | ------------------------- | ---------------- |
| 絵画       | 金剛界及び胎蔵界曼荼羅                       | 蓮華寺   | 1958年（昭和33年）3月29日 | あま市蜂須賀     |
| 絵画       | 田中訥言画蹟郭公の図 蝦蟇の図 襖絵夕影山の図 | 釈迦院   | 1958年（昭和33年）6月21日 | あま市甚目寺     |
| 彫刻       | 木造仏頭                                     | 蓮華寺   | 1958年（昭和33年）3月29日 | あま市蜂須賀     |
| 彫刻       | 木造仁王像                                   | 甚目寺   | 1958年（昭和33年）6月21日 | あま市甚目寺     |
| 工芸       | 瑞花双鸞八稜鏡                               | 甚目寺   | 1965年（昭和40年）5月21日 | あま市甚目寺     |
| 工芸       | 梵鐘                                         | 甚目寺   | 1965年（昭和40年）5月21日 | あま市甚目寺     |
| 書跡       | 法華経 紫紙鎌倉版                            | 蓮華寺   | 1958年（昭和33年）3月29日 | あま市蜂須賀     |
| 名勝       | 蓮華寺庭園                                   | 蓮華寺   | 1965年（昭和40年）5月21日 | あま市蜂須賀     |
| 天然記念物 | 蓮華寺のカヤノキ                             | 蓮華寺   | 1958年（昭和33年）6月21日 | あま市蜂須賀     |
| 天然記念物 | 七宝町のラカンマキ                           | 八幡神社 | 1955年（昭和30年）6月3日  | あま市七宝町遠島 |
| 天然記念物 | 下萱津のフジ                                 | あま市   | 1954年（昭和29年）3月12日 | あま市下萱津     |

#### 市指定文化財
| 種別     | 名称                                          | 所有者   | 指定（登録）年月日         | 所在地             |
| -------- | --------------------------------------------- | -------- | -------------------------- | ------------------ |
| 彫刻     | 金銅阿弥陀如来立像                            | 普明院   | 1991年（平成3年）12月11日  | あま市花長         |
| 工芸     | 梵鐘                                          | 法光寺   | 1996年（平成8年）2月1日    | あま市七宝町桂     |
| 工芸     | 雲版                                          | 廣濟寺   | 2000年（平成12年）11月1日  | あま市七宝町桂     |
| 工芸     | 間取り花鳥文大花瓶                            | あま市   | 2015年（平成27年）1月27日  | あま市七宝町遠島   |
| 工芸     | 二十五菩薩面                                  | 蓮華寺   | 2016年（平成28年）2月25日  | あま市蜂須賀       |
| 書跡     | 徳川家康筆 徳政免除證文「徳政之事」           | あま市   | 1985（昭和60年）11月8日    | あま市花正         |
| 書跡     | 誹諧相伝名目                                  | あま市   | 1989年（平成元年）11月10日 | あま市花正         |
| 史跡     | 甚目寺境内地                                  | 甚目寺   | 1984年（昭和59年）         | あま市甚目寺       |
| 史跡     | 七宝焼原産地道標                              | あま市   | 2000年（平成12年）11月1日  | あま市七宝町桂     |
| 歴史資料 | 尾州海東郡富塚村 御縄打水帳                   | あま市   | 1987年（昭和62年）2月2日   | あま市花正         |
| 無形民俗 | 香の物祭                                      | 萱津神社 | 1985年（昭和60年）4月22日  | あま市上萱津       |
| 無形民俗 | 下之森オコワ祭                                | 八幡神社 | 2012年（平成24年）10月22日 | あま市七宝町下之森 |
| 無形民俗 | 木田八剱社湯の花神事                          | 八剱社   | 2012年（平成24年）10月22日 | あま市木田         |
| 無形民俗 | 二十五菩薩お練り供養                          | 蓮華寺   | 2016年(平成28年）2月25日   | あま市蜂須賀       |
| 有形民俗 | 甚目寺説教源氏節人形および 正本附その関連資料 | あま市   | 2019年(平成31年）1月24日   | あま市甚目寺       |

#### 国の登録有形文化財
| 種別   | 名称       | 所有者 | 指定（登録）年月日       | 所在地       |
| ------ | ---------- | ------ | ------------------------ | ------------ |
| 建造物 | 實成寺本堂 | 實成寺 | 2005年（平成17年）2月9日 | あま市中萱津 |
| 建造物 | 實成寺山門 | 實成寺 | 2005年（平成17年）2月9日 | あま市中萱津 |

### 名所・旧跡
- 蜂須賀城趾
- 桂城趾
- 深田城趾
- 阿弥陀寺遺跡
- 森南遺跡
- 大渕遺跡
- 二ツ寺神明社古墳[43]
- 蜂須賀遺跡
- 甚目寺遺跡
- 法性寺跡
- 清林寺遺跡
- 篠田廃寺跡
- 萱津古戦場

- 甚目寺観音
- 蓮華寺
- 菊泉院
- 實成寺
- 漆部神社
- 萱津神社

- 甚目寺観音 - 尾張四観音の一つ
- 蓮華寺 - 蜂須賀正勝の菩提寺。

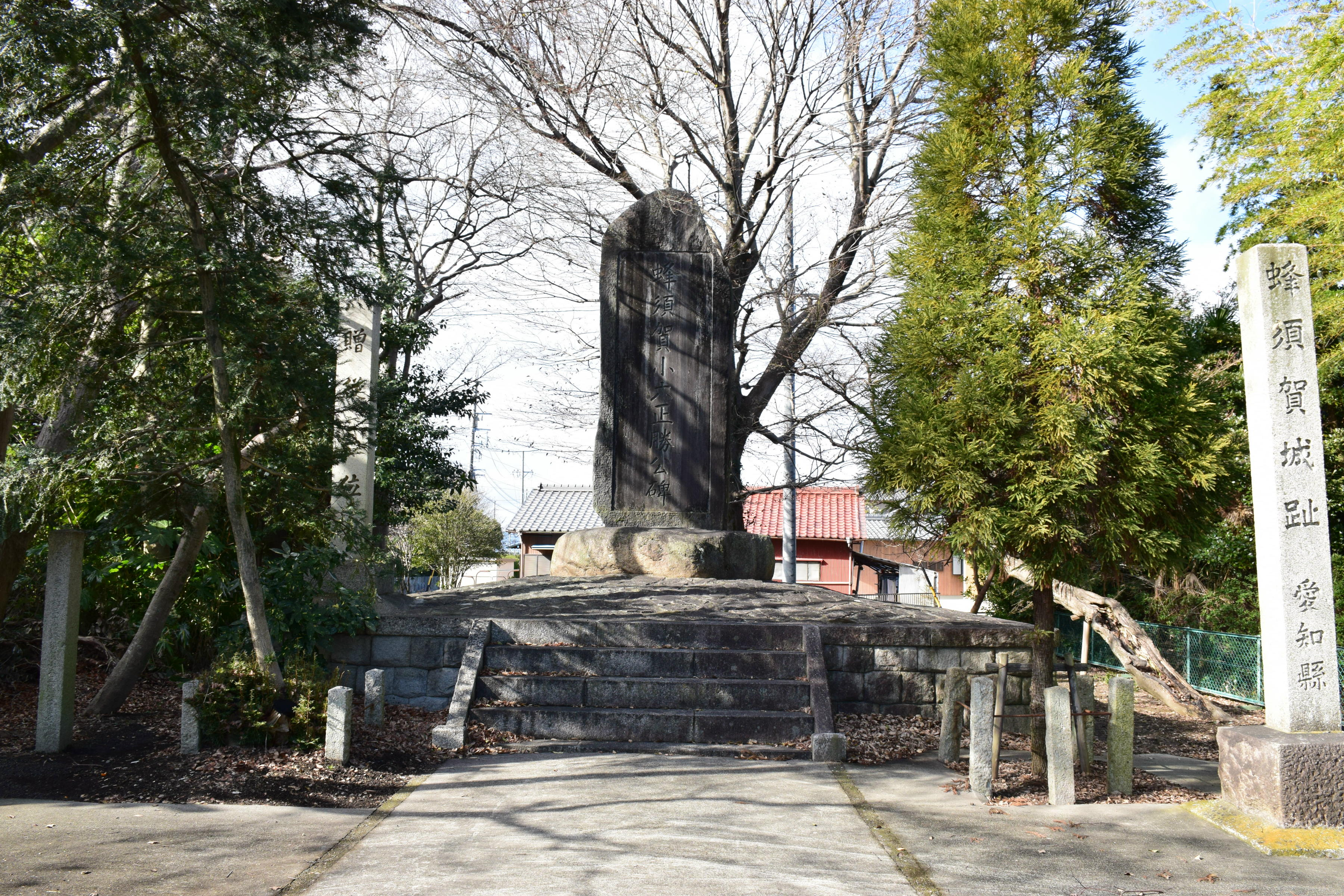
蜂須賀城趾

- 菊泉院 - 鎌倉時代の創建と伝えられ、戦国武将福島正則の菩薩寺。
- 實成寺
- 法蔵寺
- 漆部神社
- 萱津神社 - 国内唯一の漬物の神様が祀られている。
- 八幡神社 - 天然記念物、樹齢300年以上のラカンマキがある。
- 観音寺
- 法光寺
- 光専寺
- 妙勝寺

あま市内には約140近くの寺院・神社がある。
街道
- 津島街道（津島上街道）
- 佐屋街道（津島下街道）
- 鎌倉街道[45]

### 観光スポット
- 福島正則誕生地碑

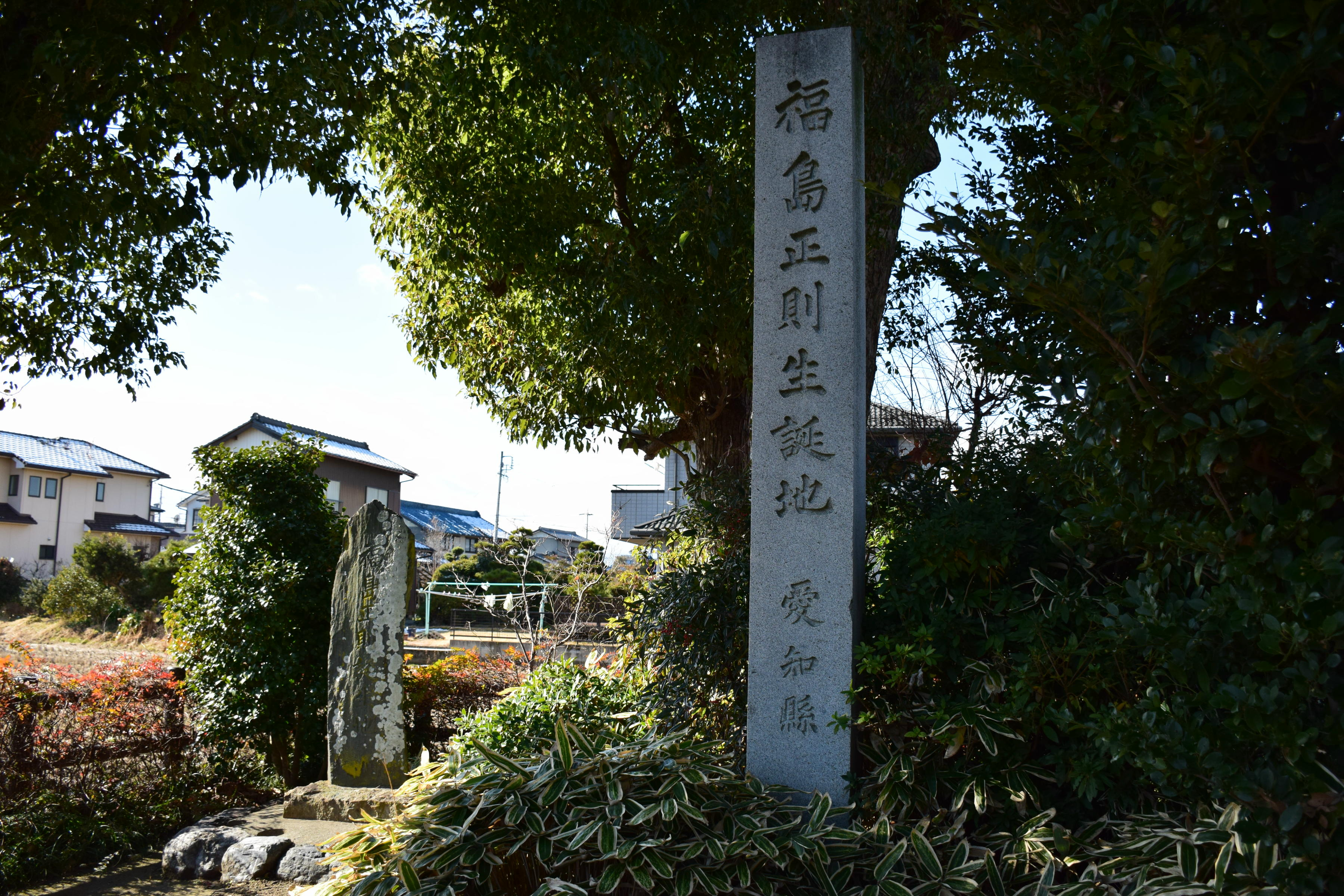
福島正則生誕地

- 小町塚 - 小野小町が関東地方へ向かう途中新居屋で亡くなったという伝説がある[45]。
- 清洲飛行場 - 太平洋戦争末期に作られた陸軍飛行場。現在もわずかに跡が残り、甚目寺公民館敷地内に元飛行場開拓記念碑が建てられている[45]。
- 七宝焼アートヴィレッジ
- あま市美和歴史民俗資料館
- あま市甚目寺歴史民俗資料館

## 文化・名物

### 祭事・催事
- 甚目寺観音　節分会（2月）
- 下之森八幡神社　オコワ祭（2月11日）
- あま市さくらまつり（4月）
- 萱津神社　献榊祭（4月）
- 蓮華寺　二十五菩薩お練り供養（4月）
- 市民祭「あまつり」（8月）
- 甚目寺観音　桃十日祭（8月）
- 萱津神社　香の物祭（8月21日）
- 木田八剱社　湯の花神事（10月）
- イルミネーションフェスタinあま（12月）

### 名産・特産
- 七宝焼 - 尾張七宝
- 刷毛 - 国内生産量日本一
- 小松菜
- 七宝みそ、醤油
- 方領大根 - 尾張大根、愛知の伝統野菜
- 愛知本長なす - 愛知の伝統野菜
- まつな - 愛知の伝統野菜
- 白花千石（ふじまめ）- 愛知の伝統野菜

## あま市出身の有名人

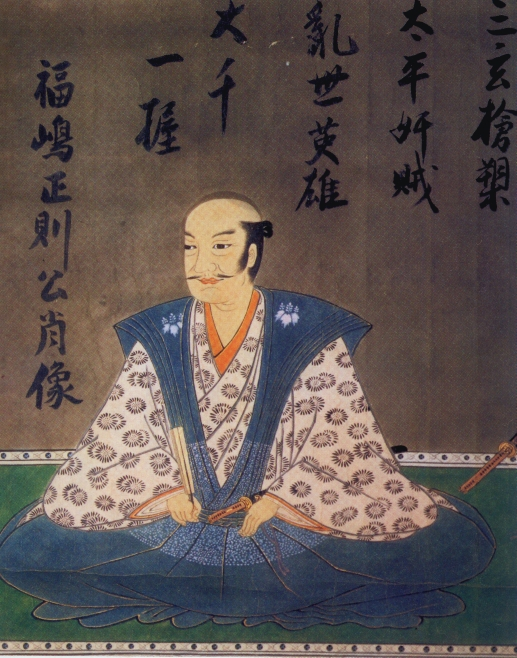
福島正則

### 歴史上人物
- 福島正則 - 戦国武将、大名。賤ヶ岳の七本槍の一人。
- 蜂須賀正勝 - 戦国武将、大名。
- 赤林孫七郎 - 戦国武将。
- 福島高晴 - 大名。
- まつ - 前田利家の正室。

### 軍人
- 小川関治郎 - 陸軍法務官。

### 政治家
- 丹波正史 - 政治家。
- 石塚吾歩路 - 政治家。愛知県議会議員。美和町長。元美和町議会議員。
- 中川貴元 - 衆議院議員。名古屋市議会議員。

### 文化人
- 小笠原登 - 医学者。ハンセン病研究者。京都帝国大学助教授。旧甚目寺町の名誉町民。
- 大槻快尊 - 心理学者。
- 丹波史紀 - 福島大学行政政策学類准教授。
- 堀田あけみ - 作家。椙山女学園大学国際コミュニケーション学部教授。
- 桐原いづみ - 漫画家。
- 佐藤順一 - アニメーション監督、演出家。
- 甚目裕夫 - ピアニスト。

### スポーツ選手
- 平野信孝 - バレーボール選手。バレーボール指導者。
- 細田絵理 - バレーボール選手。
- 武藤弘樹 - アーチェリー選手。
- 加納虹輝 - フェンシング選手。

### タレント
- 石川ひとみ - 歌手、女優。
- 山口賢貴 - 俳優、タレント。
- 山口恵莉花 - 歌手。
- 佐倉ユキ - 歌手。
- 加藤拓也 - 歌手（sacra）。
- 足土貴英 - 歌手（sacra）。
- 伊藤委裕 - お笑い芸人（フィッシュ＆チップス）。
- Mr.シャチホコ - ものまね芸人。
- 水谷雅子（酒井雅子）- 歌手、読者モデル。

### キャラクター
- あまえん坊

長らく非公認キャラクターであったが、2013年（平成25年）8月13日にはあま市役所であま市公認キャラクター認定書交付式が行われ、あま市の公認キャラクターとなった。TwitterとFacebookであま市の広報活動を行っている。ゆるキャラグランプリ2013に初エントリーした。